# Втрати силових структур внаслідок російського вторгнення в Україну (1 липня — 16 липня 2022)
У статті наведено список втрат українських військовослужбовців у російсько-українській війні, починаючи з 1 липня 2022 року по 16 липня 2022 року (включно).

## Список загиблих з 1 по 16 липня 2022 року
| №                                               | Світлина Емблема | Прізвище, ім'я, по-батькові                     | Про особу | Дата смерті               | Обставини смерті |
| ----------------------------------------------- | ---------------- | ----------------------------------------------- | --- | ------------------------- | --- |
| 1 липня                                         |                  |                                                 | |                           | |
| 7391                                            |                  | Левицький Василь Анатолійович                   | 1 червня 1976, 46 років, с. Старява, Самбірський район. Військовослужбовець ЗС України (підрозділ — не уточнено). | 1 липня 2022              | Загинув у бою з російськими окупантами поблизу с. Верхньокам'янське в Донецькій області. Залишилися дружина, донька і син . |
| 7392                                            |                  | Путря Юрій Петрович                             | Мешканець Шполянської громади Черкаська область. Солдат, стрілець підрозділу 72 ОМБр. До ЗС України був призваний за мобілізацією 3 березня 2022 року. Залишилась дружина і двоє дорослих дітей. | 1 липня 2022              | Загинув у запеклому бою проти російських окупантів поблизу населеного пункту Вершина Донецької області. Похований на батьківщині. Нагороджений орденом «За мужність» III ступеня (посмертно). |
| 7393                                            |                  | Чипенко Олександр                               | 41 рік, м. Полтава. Працівник «Полтаватеплоенерго», майже 20 років пропрацював на підприємстві слюсарем-ремонтником. Військовослужбовець ЗС України (підрозділ — не уточнено). | 1 липня 2022              | Потрапив під артилерійський обстріл поблизу Лисичанська, що у Луганській області. Залишилися дружина та дві доньки . |
| 7394 ... 7450                                   |                  | Україна                                         | Військовослужбовці ЗС України. | 1 липня 2022              | (для доповнення за 1 липня 2022 року) |
| 2 липня                                         |                  |                                                 | |                           | |
| 7451                                            |                  | Тимощук Станіслав Іванович                      | 1972. Мешканець м. Умані Черкаської області. Сержант, стрілець-снайпер підрозділу 58 ОМПБр. | 2 липня 2022              | Загинув у бою за Україну (місце — не уточнено). |
| 7452                                            |                  | Грідасов Максим Іванович                        | 22 квітня 1979, мешканець с. Розсішки Уманського району Черкаської області. Молодший сержант, військовослужбовець ЗС України (підрозділ — не уточнено). | 2 липня 2022              | Загинув у результаті отримання поранення, яке виявилося несумісним із життям під час ворожого авіаудару в м. Констянтинівці Донецької області. |
| 7453                                            |                  | Сеник Станіслав Михайлович («Ромео»)            | 22 липня 1991, с. Великі Дубрави Костанайської області Республіки Казахстан. Немовлям переїхав у с. Кропивник Калуський район Івано-Франківська область. Телефоніст-лінійний наглядач відділення зв'язку взводу управління мінометної батареї. Навчався в Івано-Франківській загальноосвітній школі №6З. Закінчив Київський військовий ліцей імені Івана Богуна, навчався у Харківській юридичній академії. Відстоював територіальну цілісність своєї Батьківщини з самого початку вторгнення росії. У вересні 2016-го поповнив ряди добровольців 130-го окремого розвідувального батальйону в/ч А1994 ОК «Захід» Сухопутних військ ЗСУ. Добровольцем пішов і після російського вторгнення в Україну 24 лютого 2022 року. | 2 липня 2022              | Під час мінометного обстрілу отримав проникаюче осколкове поранення, несумісне з життям поблизу Новогригорівки, що на Миколаївщині . |
| 7454                                            |                  | Качай Євгеній                                   | 1999, 23 роки, с. Лощинівка Одеська область. Військовий пілот армійської авіації України (підрозділ — не уточнено). З початку російського вторгнення в Україну виконав більше 30 польотів. | 2 липня 2022              | Загинув у польоті, захищаючи небо України (місце — не уточнено). |
| 7455                                            |                  | Неспяк Михайло Васильович («Фізрук»)            | 33 роки, Івано-Франківська область. Солдат, військовослужбовець 10 ОГШБр. Цікавився спортом, зокрема футболом. Викладав фізичну культуру в Івано-Франківському базовому коледжі технологій та бізнесу. Воював у районі проведення АТО/ООС у складі 72 ОМБр. Після служби був гравцем футбольної команди ветеранів «Прикарпаття АТО». На початку російського вторгнення в Україну приєднався до складу 10 ОГШБр. | 2 липня 2022              | Загинув у результаті важкого поранення під час ворожого мінометного обстрілу в Луганській області. Похований у м. Бурштині Івано-Франківської області. Нагороджений орденом «За мужність» III ступеня (посмертно). |
| 7456                                            |                  | Ляшук Сергій Володимирович                      | 06. 04.1980, с. Піски, Волинської області. Солдат, військовослужбовець ЗС України (підрозділ — не уточнено). | 2 липня 2022              | Загинув на Донеччині. Нагороджений орденом «За мужність» III ступеня (посмертно). |
| 7457 … 7470                                     |                  | Україна                                         | Військовослужбовці ЗС України. | 2 липня 2022              | (для доповнення за 2 липня 2022 року) |
| 3 липня                                         |                  |                                                 | |                           | |
| 7471                                            |                  | Логвінов Андрій Іванович                        | 1990, м. Кривий Ріг Дніпропетровська область. Солдат, військовослужбовець ЗС України (підрозділ — не уточнено). До ЗС України був призваний під час загальної мобілізації у квітні 2022 року. | 3 липня 2022              | Згідно повідомлення Саксаганського ТЦК та СП, загинув у бою з російськими російськими окупантами на Херсонщині. Нагороджений орденом «За мужність» III ступеня (посмертно). |
| 7472                                            |                  | Сварник Димитрій Миколайович                    | 2 липня 1975. Солдат, військовослужбовець ЗС України (підрозділ — не уточнено). | 3 липня 2022              | Загинув в боях з російськими окупантами в ході відбиття російського вторгнення в Україну (місце — не уточнено). Нагороджений орденом «За мужність» III ступеня (посмертно). |
| 7473 … 7495                                     |                  | Україна                                         | Військовослужбовці ЗС України. | 3 липня 2022              | (для доповнення за 3 липня 2022 року) |
| 4 липня                                         |                  |                                                 | |                           | |
| 7496                                            |                  | Пазущан Олександр Іванович                      | 28 років, с. Яблучне Охтирський район Сумська область. Старший сержант 3 БрОП НГУ. Пішов добровольцем на фронт із перших днів російського вторгнення в Україну. | 4 липня 2022              | Помер у лікарні від важкого поранення, отриманого під час бойових дій (місце — не уточнено). Нагороджений орденом «За мужність» III ступеня (посмертно). |
| 7497                                            |                  | Соловйов Антон Сергійович («Сербер»)            | АР Крим. Командир відділення роти спецпризначення ССО ЗС України. Був командиром однієї з груп спротиву, яка діяла в м. Бучі під час російської окупації в лютому-березні 2022 року. | 4 липня 2022 (орієнтовно) | Загинув під час виконання бойового завдання в районі м. Гуляйполя на Запоріжжі. |
| 7498                                            |                  | Кузьмін Віталій Володимирович                   | 1974. Мешканець с. Легедзине Звенигородський район Черкаська область. Старший солдат, механік-водій 3 танкового взводу 3 танкової роти 1 танкового батальйону (підрозділ — не уточнено). У 2017—2019 роках брав участь в АТО на сході України. 8 березня 2022 був зарахований у танкові війська ЗС України. | 4 липня 2022              | Загинув біля с. Богородичне Донецької області. Похований у рідному селі. Нагороджений орденом «За мужність» III ступеня (посмертно). |
| 7499                                            |                  | Брайченко Олег                                  | 52 роки. Мешканець с. Бубнівська Слобідка Золотоніський район Черкаська область. Солдат, старший навідник гранатометного відділення (підрозділ — не уточнено). | 4 липня 2022              | Загинув під час виконання службових обов'язків (місце — не уточнено). Похований на Алеї Слави міста Дніпро. |
| 7500                                            |                  | Сокоринський Дмитро Борисович                   | 27 років, м. Володимир Волинська область. Майор, заступник командира 1-го механізованого батальйону 24 ОМБр. Навчався у ЗОШ № 1. У ЗС України — з 2012 року, закінчив НАСВ імені гетьмана Петра Сагайдачного. Залишилися дружина та однорічна донька. | 4 липня 2022              | Загинув у результаті ракетного удара російських окупантів у Донецькій області. Нагороджений орденом «Богдана Хмельницького» III ступеня (посмертно). |
| 7501                                            |                  | Остяк Максим Анатолійович («Остін»)             | 11 квітня 1987, м. Полтава. Січовик 49-го стрілецького батальйону «Карпатська Січ». Закінчив Національний університет «Полтавська політехніка імені Юрія Кондратюка». За фахом — інженер-будівельник. 2007 року переїхав до Києва. Там працював різноробом у ТРЦ «Більшовик», згодом за спеціальністю, а пізніше був барменом у «КультРа». Відкрив кафе в Коблевому на Миколаївщині, однак справа не пішла. Учасник Революції гідності з перших днів. 18 лютого 2014 року в сутичці з «Беркутом» отримав травму лівої руки та голови. Після цього разом із музикантом Євгеном Славяновим заснував гурт Reve ta Stohne. Вони записали альбом та виступали за кордоном. Працював у музеї історії України в м. Києві. З початку російського вторгнення в Україну брав участь у бойових діях в Ірпіні як оператор дрона. 1 червня 2022 року вступив до складу «Карпатської Січі». Залишилися мати, брат і донька. | 4 липня 2022              | Загинув разом із Себастьяном Ландесом під час вогневого зіткнення з противником поблизу населеного пункту Покровське, що на Харківщині. |
| 7502                                            |                  | Себастьян Ліонель Андре Жак Ландес («Француз»)  | 9 грудня 1993, м. Париж Франція. Розвідник 49-го стрілецького батальйону «Карпатська Січ». Після закінчення навчання працював у будівельній компанії у Франції. Служив у французькій армії. Брав участь у війні в Сирії та Іраку, як доброволець. Після цього поїхав до Кувейту, щоб вивчати мусульманську релігію. Знову служив у Сирії у французькій армії для французької армійської розвідки. З квітня 2022 року — у «Карпатській Січі». | 4 липня 2022              | Загинув разом із Максимом Остяком під час вогневого зіткнення з противником поблизу населеного пункту Покровське, що на Харківщині. |
| 7503                                            |                  | Корева Олександр Миколайович («Бумер»)          | Мешкав у м. Києві. Військовослужбовець 2-го окремого батальйону ДУК ПС. Після початку російського вторгнення в Україну воював у складі Сил ТрО м. Києва, а потім батальйону резерву. Згодом приєднався до ДУК ПС. Брав участь у боях за Ірпінь та на сході України. | 4 липня 2022              | Загинув від поранень у результаті ракетного обстрілу (місце — не уточнено). |
| 7504                                            |                  | Ейшишок Дмитро Геннадійович («Бухгалтер»)       | 24 липня 1984, м. Дніпро. Молодший лейтенант. Здобув освіту фінансиста у Дніпровському національному університеті імені Олеся Гончара. Захоплювався спортом, водним туризмом, поїздками на велосипеді та сплавом на байдарках. З початком повномасштабного російського вторгнення чоловік евакуював родину з України. А в березні приєднався до ЗСУ. Став бійцем 80-ї окремої десантно-штурмової бригади. Обіймав посаду командира взводу. | 4 липня 2022              | Загинув у бою з окупантами біля села Богородичне на Донеччині. Похований на Краснопільському кладовищі у рідному місті. Нагороджений орденом «Богдана Хмельницького» III ступеня (посмертно). |
| 7505                                            |                  | Присяжнюк Олександр Дмитрович («Хахол»)         | 25 березня 1964, с. Гвіздярня, Романівський район. Сержант, військовослужбовець 3-тьої окрема танкова бригада | 4 липня 2022              | Загинув в боях з російськими окупантами в ході відбиття російського вторгнення в Україну (місце — не уточнено). Нагороджений орденом «За мужність» III ступеня (посмертно). |
| 7506 … 7530                                     |                  | Україна                                         | Військовослужбовці ЗС України. | 4 липня 2022              | (для доповнення за 4 липня 2022 року) |
| 5 липня                                         |                  |                                                 | |                           | |
| 7531                                            |                  | Сердюк Віктор Владиславович                     | 1986, м. Черкаси. Солдат, стрілець-помічник гранатометника (підрозділ — не уточнено). У 2009—2010 роках проходив строкову службу на тральщику «Черкаси». Вдруге був призваний до ЗС України за мобілізацією у березні 2022 року. Залишились батьки, сестра, дружина та 5-річний син. | 5 липня 2022              | Загинув разом із Олександром Королем у результаті отримання осколкових поранень, не сумісних із життям під час ракетного обстрілу у м. Бахмуті Донецької області. Нагороджений орденом «За мужність» III ступеня (посмертно). |
| 7532                                            |                  | Король Олександр Петрович                       | 26 серпня 1968, м. Черкаси. Лейтенант, командир стрілецького взводу підрозділу ЗС України (підрозділ — не уточнено). З 1985 до 1990 року навчався у Слов'янському льотному училищі. Був призваний до ЗС України за мобілізацією 28 лютого 2022 року. Залишились батьки, дружина, дорослий син і донька. | 5 липня 2022              | Загинув разом із Віктором Сердюком у результаті отримання осколкових поранень, які виявилися не сумісними з життям, під час ракетного обстрілу у м. Бахмуті Донецької області. Нагороджений орденом Богдана Хмельницького III ступеня (посмертно). |
| 7533                                            |                  | Ганкевич Андрій Романович («Хенк»)              | 25 листопада 1976, м. Самбір Львівська область. Солдат, бойовий медик підрозділу 125 ОБрТрО. Батько — головний лікар хірург в одній із лікарень м. Самбора, мати — інженер на заводі. Закінчив школу № 2 у м. Самбір із золотою медаллю. З 1991 року пластун першого юнацького гуртка «Чорнобривці» у Самборі. 1992 року був учасником юнацького табору «Повстанськими шляхами» в Корчині та табору «Капралів горб». У серпні 1992 року в селі Воля на Старосамбірщині склав пластову присягу. Став одним із співзасновників 61 куреня ім. О. Тисовського в Самборі. Виховник гуртка «Соколи». Брав участь в організації пластових вишколів, таборів та «Свят весни» як інструктор. 2000 року при перереєстрації організації Пласту у Самборі, став одним із співзасновників станиці. Захоплювався волейболом, грав за юнацьку збірну міста, часто їздив на змагання по всій Україні та за її межами. Після завершення школи навчався у Національному лісотехнічному університеті України, що у Львові за спеціальністю економіст. Працював у Дирекції з капітального будівництва і реконструкції міжнародного аеропорту «Донецьк» під час підготовки до футбольного Євро-2012. Директор та засновник ТзОВ «Інжиніринг і проектування». З початком російського вторгнення в Україну пішов добровольцем до ЗС України. Залишилась дружина та четверо дітей. Нагороджений Залізним Пластовим Хрестом 9 липня 2022 року. | 5 липня 2022              | Загинув у бою з російськими окупантами у Харківській області. Нагороджений орденом «За мужність» III ступеня (посмертно). |
| 7534                                            |                  | Івасик Ігор Вікторович                          | 12 березня 1971, с. Княгиничі Рогатинського району Івано-Франківської області. Навчався у ліцеї № 81 імені Петра Сагайдачного Львівської міської ради. У 1989—1991 роках служив у місті Балтійськ. У мирний час займав керівну посаду у логістично-транспортній компанії. Багато років проживав у Львові. Із початком повномасштабного вторгнення росії, одразу став на захист України. Від 3 березня служив у лавах 80 десантно-штурмової бригади. Виконував обов'язки старшого водія десантно-штурмового відділення 80-ї окремої десантно-штурмової бригади. | 5 липня 2022              | Загинув від численних вибухових травм поблизу населеного пункту Спірне Бахмутського району Донецької області. Похований 9 липня на Личаківському цвинтарі у Львові. Нагороджений орденом «За мужність» III ступеня (посмертно). |
| 7535                                            |                  | Баранич Іван Васильович                         | 7 липня 1994, м. Стрий Львівської області. Старший стрілець 1 десантно-штурмового батальйону 80-ї ОДШБр (в/ч А0284). Навчався у школі № 8. У ранньому дитинстві трагічно втратив обох батьків, його вихованням займалися бабуся та дідусь. У лавах ЗСУ з червня 2021 року, до цього працював рятувальником у пожежно-рятувальній службі. Нагороджений почесним нагрудним знаком Головнокомандувача ЗСУ «За взірцевість у військовій службі» ІІІ ступеня від 15.03.22 та Указом Президента України № 391/2022 орденом «За мужність» ІІІ ступеня. | 5 липня 2022              | Загинув під час виконання військового завдання поблизу селища Спірне на Донеччині. Похований 8 липня у Стрию. Нагороджений орденом «За мужність» II ступеня (посмертно). |
| 7536                                            |                  | Романюк Сергій Петрович                         | Народився 15.07.1975 р. м. Київ. Солдат, 58 Окремої мотопіхотної бригади, 3 батареї ЗРАДн. Пішов добровольцем 25 лютого 2022р. З перших днів вторгнення виконував бойові завдання по стримуванню та знищенню ворога в Чернігівській обл., Сумській обл. та з 08.05.2022 перебував у Донецький обл. на Бахмутському напрямку, де відбувались дуже тяжкі бої. | 5 липня 2022              | 05 липня 2022 р. виконуючи бойове завдання в Бахмутському районі с.Бахмутське внаслідок обстрілу отримав смертельне поранення. Похований 15.07.2022 р. на Берковецькому кладовищі у м. Київ 42 ділянка, 7 ряд. |
| 7537                                            |                  | Боровик В’ячеслав Станіславович                 | 21.03.1996 р.н., старший солдат, військовослужбовець ЗС України (підрозділ — 93-тя окрема механізована бригада «Холодний Яр»). | 5 липня 2022              | Загинув в боях з російськими окупантами в ході відбиття російського вторгнення в Україну (місце — с. Курулька Ізюмського району Харківської області). Нагороджений орденом «За мужність» III ступеня (посмертно). |
| 7538                                            |                  | Струков Ігор Миколайович                        | 26.08.1985 р.н., солдат, військовослужбовець ЗС України (підрозділ - 93-тя окрема механізована бригада «Холодний Яр»). | 5 липня 2022              | Загинув в боях з російськими окупантами в ході відбиття російського вторгнення в Україну (місце — с. Курулька Ізюмського району Харківської області). Нагороджений орденом «За мужність» III ступеня (посмертно). |
| 7539                                            |                  | Зубенко Андрій Валерійович                      | 1997. Старший солдат, військовослужбовець ЗС України (підрозділ — не уточнено). Пішов служити в ЗСУ з 2016 року за контрактом, 2019 на пів року розірвав контракт але 3 грудня 2019 знову пішов служити знову. Проходив службу у військовій частині А1302 Збройних Сил України на посаді старшого стрільця 3 мотопіхотного відділення 1 мотопіхотного взводу 1 мотопіхотної роти мотопіхотного батальйону. | 5 липня 2022              | Загинув в боях з російськими окупантами в ході відбиття російського вторгнення в Україну (місце — не уточнено). Нагороджений орденом «За мужність» III ступеня (посмертно). |
| 7540                                            |                  | Синявський Євгеній Валерійович                  | 22 січня 1993, м. Тараща. У 2000-2009 роках навчався в середній школі №2. Після 9-го класу вирішив опанувати професію кухаря в Богуславському вищому професійному училищі сфери послуг. Строкову службу проходив в Одесі в/ч А1620 14-ї радіотехнічної бригади. 24 лютого 2022 мобілізований. В складі 72-ї окремої механізованої бригади ім.Чорних Запорожців він вирушив на захист столиці, Гостомеля, брав активну участь у військових діях селами Демидів,Катюжанка, Буча, в зоні Чорнобильської АЕС. А далі вирушає в Донецьку область під Бахмут. Старший солдат. | 5 липня 2022              | Загинув поблизу селища Новолуганське Донецької області внаслідок отриманих поранень несумісних з життям. Нагороджений орденом «За мужність» III ступеня (посмертно). |
| 7541                                            |                  | Скрипник Олексій Анатолійович                   | 46 років. Солдат, військовослужбовець ЗС України (підрозділ — не уточнено). | 5 липня 2022              | Загинув у районі населеного пункту Вершина Бахмутського району Донецької області Нагороджений орденом «За мужність» III ступеня (посмертно). |
| 7542                                            |                  | Леськов Віталій Олегович («Бен»)                | 22 липня 2000, м. Хмельницький. Старший солдат, військовослужбовець ЗС України (підрозділ — не уточнено). До війни був учасником фанатського руху «Поділля». | 5 липня 2022              | Загинув в боях з російськими окупантами в ході відбиття російського вторгнення в Україну (місце — не уточнено). Нагороджений орденом «За мужність» III ступеня (посмертно). |
| 7543 … 7554                                     |                  | Україна                                         | Військовослужбовці ЗС України. | 5 липня 2022              | (для доповнення за 5 липня 2022 року) |
| 6 липня                                         |                  |                                                 | |                           | |
| 7555                                            |                  | Степовик Олександр Васильович                   | 17 вересня 1972, с. Юрківка Уманський район Черкаська область. Сержант, оператор-навідник механізованої роти 72 ОМБр. | 6 липня 2022              | Загинув у результаті бойових дій поблизу м. Бахмута в Донецькій області. Нагороджений орденом «За мужність» III ступеня (посмертно). |
| 7556                                            |                  | Спринчане Олександр Георгійович («Грізлі»)      | 28 років, с. Великосілля Чернівецька область. Мешканець м. Львову. Старший солдат, стрілець-зенітник 80 ОДШБр. Навчався у Чернівецькому професійному ліцеї сфери послуг. У складі 80 ОДШБр брав участь в АТО. | 6 липня 2022              | Загинув поблизу с. Верхньокам'янське Донецької області. Нагороджений орденом «За мужність» III ступеня (посмертно). |
| 7557                                            |                  | Бондаренко Сергій                               | 30 листопада 1986, с. Великі Гуляки Київська область. Старший стрілець кулеметного взводу мотопіхотного батальйону (підрозділ — не уточнено). Закінчив 9 класів у Великогуляківській школі. Далі навчався в Фастівському центрі професійно-технічної освіти, отримав професію. Учасник АТО (2014). Після російського вторгнення в Україну знову став на захист України. Залишилися батьки. | 6 липня 2022              | Загинув у результаті ворожого артилерійського обстрілу у Донецькій області. |
| 7558                                            |                  | Фульмес Володимир Васильович                    | 10.05.1976, м. Яворів Львівська область. Навчався в Яворівській СШ №1 та Художньому професійно–технічному училищі ім. Й.П. Станька. Вищу освіту здобув у Львівському сільськогосподарському інституті. У мирному житті чоловік працював водієм-далекобійником.З початком повномасштабної війни повернувся з Європи і пішов добровольцем на фронт.\| |                           | Загинув вранці 6 липня через ракетно-артилерійський обстріл у Донецькій області. |
| 7559                                            |                  | Жмурко Назар                                    | 28 років, с. Мишин Коломийського району. Був навідником другого гірсько-штурмового відділення 108 ОГШБ 10 ОГШБр. | 6 липня 2022              | Загинув в результаті артилерійського обстрілу під час бойових дій поблизу Івано-Дар'ївки Бахмутського району Донецької області. |
| 7560                                            |                  | Іверов Дмитро Сергійович                        | 24 роки, м. Хмельницький. Солдат, військовослужбовець 109 ОГШБ 10 ОГШБр. Воював з 2016 року | 6 липня 2022 (орієнтовно) | Загинув в боях з російськими окупантами в ході відбиття російського вторгнення в Україну (місце — не уточнено). Нагороджений орденом «За мужність» III ступеня (посмертно). |
| 7561                                            |                  | Мазуркевич Ігор Йосипович                       | 56 років, с. Вовчинець Івано-Франківська область. Старший солдат, військовослужбовець ЗС України (підрозділ — не уточнено). | 6 липня 2022 (орієнтовно) | Загинув під час артобстрілу (місце — не уточнено). Нагороджений орденом «За мужність» III ступеня (посмертно). |
| 7562                                            |                  | Цибульський Володимир Романович («Сагайдачний») | 2.08.1966, с. Тягун Іллінецький район Вінницька область. Старший солдат, стрілець-снайпер військової частини А3425. У 1984 році отримав диплом у технічному училищі (м. Вінниця) за спеціальністю «майстер по ремонту годинників». З 23 квітня 1984 року проходив військову службу у Якутії, зв’язківцем по координуванню польоту балістичних ракет. | 6 липня 2022              | Загинув поблизу села Тернівка Березнегуватського району Миколаївської області . |
| 7563                                            |                  | Спринчане Олександр Георгійович («Грізлі»)      | 13 травня 1994, с. Великосілля, Чернівецька область. Старший солдат, військовослужбовець підрозділу 80 ОДШБр. | 6 липня 2022              | Загинув 6 липня 2022 року біля с. Верхньокам'янське на Донеччині. Похований 9 липня 2022 року на Личаківському цвинтарі. Нагороджений орденом «За мужність» III ступеня (посмертно). |
| 7564                                            |                  | Назаренко Сергій Петрович                       | 9.3.1986, с. Кручик. Солдат, кулеметник 1-го стрілецького відділення 3-го стрілецького взводу 2-ї стрілецької роти 1-го стрілецького батальйону | 6 липня 2022              | Загинув поблизу населеного пункту Петрівка Харківської області |
| 7565 … 7570                                     |                  | Україна                                         | Військовослужбовці ЗС України. | 6 липня 2022              | (для доповнення за 6 липня 2022 року) |
| 7 липня                                         |                  |                                                 | |                           | |
| 7571                                            |                  | Владимир Олександр («Кеп»)                      | 27 травня 1967, м. Львів. Здобув освіту в Саранському вищому військовому авіаційному училищі льотчиків. Учасник бойових дій на території Республіки Афганістан. У 90-х роках львів'янин служив у 12 окремій бригаді імені генерал-хорунжого Віктора Павленка. Після виходу на пенсію працював охоронцем у Морському торговельному порту «Южний» та товаристві з обмеженою відповідальністю «Охоронна Агенція Тайфун». Впродовж 2016—2022 років служив у лавах 24-ої окремої механізованої бригади імені короля Данила. | 7 липня 2022              | Загинув у боях із російськими окупантами (місце — не уточнено). Похований 13 липня 2022 на Личаківському кладовищі. |
| 7572                                            |                  | Олефіренко Євген Валерійович («Елвіс»)          | 27 вересня 1988, м. Київ. Лейтенант, командир взводу 1-ї Інтернаціональної роти 517-го батальйону 1 ОБрСпП. Вивчав історію у Києво-Могилянській академії та в Уппсальському університеті у Швеції. Працював менеджером у готельному бізнесі. Після початку російсько-української війни у 2014 році цілеспрямовано готувався до захисту України. Навчався у НУОУ імені Івана Черняховського, освоював військові спеціальності. 24 лютого 2022 року був мобілізований до 206-го батальйону ТрО, в подальшому був переведений до 1 ОБрСпП. За цей час воював під м. Миколаєвом, був гранатометником і мінометником, навчав іноземних добровольців, які захищають Україну, командував взводом. В останні тижні його підрозділ до останнього захищав м. Лисичанськ на Луганщині і він зумів вивести свій підрозділ із напівоточеного міста неушкодженим. | 7 липня 2022              | Загинув у боях із російськими окупантами поблизу м. Бахмуту на Донеччині. Нагороджений орденом «За мужність» III ступеня (посмертно). |
| 7573                                            |                  | Паливода Ігор Вікторович                        | 19 квітня 1997, с. Лучинці Івано-Франківська область. Випускник Бурштинського енергетичного коледжу. До служби в ЗС України працював в «Прикарпаттяобленерго». | 7 липня 2022              | Загинув у боях із російськими окупантами в ході відбиття російського вторгнення в Україну поблизу с. Івано-Дар'ївки Бахмутського району на Донеччині час артилерійського і танкового обстрілів. |
| 7574                                            |                  | Антоник Петро Миколайович                       | 1 жовтня 1989, 32 роки, с. Рихтичі Дрогобицький район Львівська область. Молодший сержант, військовослужбовець підрозділу 80 ОДШБр. Учасник АТО (2015—2016). Залишилася дружина та маленька донечка. | 7 липня 2022              | Загинув при виконанні бойового завдання поблизу с. Богородичного Краматорського району на Донеччині. Нагороджений орденом «За мужність» III ступеня (посмертно). |
| 7575                                            |                  | Душко Володимир Володимирович                   | 30 років, с. Шевченко Дніпропетровська область. Солдат, стрілець-снайпер 80 ОДШБр. Після школи здобув середню технічну освіту у Дніпропетровському технікумі. | 7 липня 2022              | Загинув внаслідок ворожого артилерійського обстрілу в районі села Верхньокам'янське Донецької області. Нагороджений орденом «За мужність» III ступеня (посмертно). |
| 7576                                            |                  | Тюшка Ігор Ярославович                          | 22 роки, с. Старий Мізунь Івано-Франківська область. Солдат, військовослужбовець підрозділу 80 ОДШБр. Навчався у Долинській школі-інтернаті. Здобув фах зварника у Вищому професійному училищі № 21 м. Івано-Франківськ. Наприкінці лютого 2020 року уклав контракт на військову службу у лавах 80-ї окремої десантно-штурмової бригади. Брав участь в ООС на Донбасі. | 7 липня 2022              | Загинув під час боїв за Бахмут на Донеччині під час виконання бойового завдання. Біля села Спірне отримав смертельне поранення. Нагороджений орденом «За мужність» III ступеня (посмертно). |
| 7577                                            |                  | Малюга Володимир Ярославович                    | 1972, м. Золочів Львівська область. Військовослужбовець ЗС України (підрозділ — не уточнено) | 7 липня 2022              | Загинув у боях із російськими окупантами на Донеччині. |
| 7578                                            |                  | Бордун Іван                                     | 47 років, м. Турка Самбірський район Львівська область. Старший сержант, начальник радіолокаційної станції 2-го дивізіону артилерійської розвідки 15 ОБрАР. | 7 липня 2022              | Загинув від отриманих поранень під час обстрілу засобами вогневого ураження російського окупанта поблизу м. Сіверська Бахмутського району на Донеччині. |
| 7579                                            |                  | Одінцов Валерій Ігорович                        | 1972, м. Броди Львівська область. Прапорщик, командир відділення снайперів ВЧ А4084 | 7 липня 2022              | Загинув у боях із російськими окупантами на Донеччині. |
| 7580                                            |                  | Жало Михайло Михайлович («Жало»)                | 29 років, м. Бориспіль Київська область. Закінчив Немішаєвський коледж зі спеціальності "Ветеринар" та з відзнакою - Національний університет біоресурсів і природокористування України. У вільний час займався велоспортом та брав участь у різних спортивних змаганнях, зокрема - з бігу та плавання. Також брав участь у Революції Гідності і писав патріотичні вірші. Після здобуття вищої освіти Михайло поїхав працювати на ферму в Данію, згодом переїхав до Фінляндії, де продовжував займатись улюбленою справою. Після повномасштабного вторгнення чоловік повернувся до України. Спочатку приєднався до громадської організації «Зоопатруль», яка рятувала тварин із замкнених квартир у Києві, а потім записався до ТрО. За кілька місяців був у складі 242 ОБ ТрО 241 ОБр ТрО. | 7 липня 2022              | Загинув від отриманих осколкових поранень поблизу с. Дементіївки на Харківщині. Через 2 дні після загибелі його відкопали разом з кулеметом, на гашетці якого були заціпенілі руки. Похований 14.0.2022 року на Алеї Слави міста Бориспіль. Нагороджений орденом «За мужність» III ступеня (посмертно) |
| 7581                                            |                  | Тюшка Ігор Ярославович                          | 1 січня 2000, с. Старий Мізунь. Солдат, оператор 2 протитанкового відділення протитанкового взводу роти вогневої підтримки 1 десантно-штурмового батальйону 80 ОДШБр. У 2015 році закінчив Долинську спеціалізовану школу-інтернат І-ІІІ ступенів Долинської районної ради Івано-Франківської області. В цьому ж році поступив на навчання до Вищого професійного училища №21 в м. Івано-Франківськ за професією "Зварник". 27 лютого 2020 добровільно підписав контракт.З вересня 2020 року по червень 2021 року в зоні АТО відстоював територіальну цілісність України на Луганщині де отримав травму пов’язану з проходженням військової служби. | 7 липня 2022              | Загинув під селом Спірне, Бахмутського району Донецької області. Нагороджений орденом «За мужність» III ступеня (посмертно). |
| 7582                                            |                  | Вовк Дмитро Андрійович                          | 5 січня 2000, м. Рава-Руська, Львівська область. Закінчив Національну академію сухопутних військ імені гетьмана Петра Сагайдачного. На фронті обіймав посаду командира взводу звукометричної розвідки. Лейтенант, військовослужбовець ЗС України (підрозділ — не уточнено). | 7 липня 2022              | Загинув внаслідок підриву на міні автомобіля, в якому перебував в Бахмутському районі Донецької області. Нагороджений орденом «Богдана Хмельницького» III ступеня (посмертно). |
| 7583 … 7602                                     |                  | Україна                                         | Військовослужбовці ЗС України. | 7 липня 2022              | (для доповнення за 7 липня 2022 року) |
| 8 липня                                         |                  |                                                 | |                           | |
| 7603                                            |                  | Андрєєв Сергій Олександрович («Болт»)           | 2001 (листопад), м. Донецьк. Старший солдат, військовослужбовець 72 ОМБр. За декілька років до початку війни на Донбасі переїхав із матір'ю до м. Броварів. Студент. 24 лютого 2022 року залишив студентську лаву та приєднався до 72 ОМБр із метою боронити м. Київ. Був поранений, лікувався у госпіталі, після лікування — повернувся на фронт. | 8 липня 2022              | Загинув у боях із російськими окупантами поблизу м. Бахмута Донецької області. Нагороджений орденом «За мужність» III ступеня (посмертно). |
| 7404                                            |                  | Пастух Ігор                                     | м. Миколаїв. Військовослужбовець ЗС України (підрозділ — не уточнено). Майстер спорту з греко-римської боротьби. | 8 липня 2022              | Загинув у боях із російськими окупантами поблизу м. Донецька. |
| 7605                                            |                  | Семенов Павло Олександрович                     | 17 липня 1998, 23 роки, с. Криштопівка Хмельницька область. Старший солдат, військовослужбовець ЗС України (підрозділ — не уточнено). З жовтня 2018 до 2020 року проходив строкову військову службу в навчальному центрі «Десна» на Чернігівщині. З початку російського вторгнення в Україну пішов добровольцем на фронт. Залишилися мати, брат та дві сестри. | 8 липня 2022              | Загинув у боях із російськими окупантами (місце — не уточнено). Похований у рідному селі. Нагороджений орденом «За мужність» III ступеня (посмертно). |
| 7606                                            |                  | Жицький Сергій Васильович                       | 1986, м. Київ. Після закінчення Черкаського політехнічного технікуму працював у сфері обслуговування в м. Черкаси. Старший солдат, старший стрілець взводу 72 ОМБР. Учасник АТО. Був нагороджений орденом «За мужність» III ступеня (03.05.2022). | 8 липня 2022              | Загинув у результаті ворожого артилерійського обстрілу поблизу м. Бахмута Донецької області. Похований у м. Черкасах. |
| 7608                                            |                  | Гринь Костянтин Анатолійович («Гост»)           | 46 років, м. Київ. Закінчив Київський державний технічний університет будівництва і архітектури зі спеціальності "Інженер-технолог". Мав різноманітні захоплення, був повний сил та бажань. Любив рибалити та подорожувати. Мав багато друзів і завжди був в центрі уваги. Активно тренувався та займався спортом, готувався взяти участь у змаганнях міжнародного рівня у Федерації Кудо. Його мудрість та сила допомагали зовсім молодим спортсменам, він вчив їх перемагати та боротися до кінця. Активно розглядав різноманітні можливості розвитку власного бізнесу, вивчав мови, намагався вчитися новому – програмуванню та комп’ютерним наукам. З початку повномасштабного російського вторгнення вступив до 242 ОБ ТрО 241 ОБр ТрО. Виконуючи обов’язки командира роти, ініціативний та відповідальний, розумний і впевнений в собі, завжди дбав про товаришів, ніколи не ховався за чужими спинами, був першим у житті та у бою, ніколи не показував страху. Він був найкращим – справжнім чоловіком, гідним поваги, справжнім командиром. | 8 липня 2022              | Загинув під час виконання бойового завдання поблизу с. Дементіївки на Харківщині. Похований 20.09.2022 року на міському кладовищі міста Києва. Нагороджений орденом «За мужність» III ступеня (посмертно). |
| 7609                                            |                  | Дречевич Микола Данилович («Дракоша»)           | 48 років, с. Старий Кропивник Львівська область. Закінчив загальноосвітню середню школу № 4 м. Борислав. Згодом закінчив ПТУ. Працював будівельником, мав свою бригаду. У 2015-2016 роках брав участь в АТО у складі батальйону «Донбас». З перших днів повномасштабного вторгнення захищав місто Ірпінь на Київщині у складі роти охорони Бучанського військкомату. Потім приєднався до 242-го окремого батальйону територіальної оборони столичної 241-ї окремої бригади територіальної оборони. Був командиром відділення снайперів роти вогневої підтримки. Спочатку захищав Київщину, а влітку разом з підрозділом вирушив боронити Харківщину. | 8 липня 2022              | Загинув під час мінометно-артилерійського обстрілу поблизу с. Дементіївки на Харківщині. Похований 21.09.2022 року на кладовищі села Попель Львівської області. Нагороджений орденом «За мужність» III ступеня (посмертно). |
| 7610                                            |                  | Котузяк Федір Степанович («Годой»)              | 42 років, с. Ворвулинці Тернопільська область. Після школи вирішив стати військовим. Закінчив Одеський інститут сухопутних військ. Проходив службу у в/ч м. Скала-Подільська, потім був переведений до м. Чернівців. Працював дільничим у поліції. У 2008 році потрапив у ДТП при виконанні службових обов‘язків, після чого мав інвалідність. Був активним учасником Революції Гідності. Коли почалося повномасштабне вторгнення, одразу прибув до місцевого військкомату. Однак йому відмовили за станом здоров‘я. Тоді чоловік поїхав до Києва, де вступив до підрозділу 242 ОБ ТрО 241 ОБр ТрО. | 8 липня 2022              | Загинув від уламків снаряду під час мінометно-артилерійського обстрілу поблизу с. Дементіївки на Харківщині. Похований 18.09.2022 року на кладовищі міста Заліщики. Нагороджений орденом «За мужність» III ступеня (посмертно). |
| 7611                                            |                  | Зубчик Сергій Миколайович («Улітка»)            | 17 травня 1986, с. Орлівка Березнівського р-ну Рівненської області. Навчався до 2001 року у Орлівській школі, закінчив 9 класів. Опісля продовжив навчання у Тишицькій ЗОШ. У 2009 році, після народження першої дитини, молода сім’я переїхала на тимчасове проживання до батьків, у с. Орлівка. Пізніше розпочали будівництво власного будинку в с. Рокитне, куди і переїхали. Тривалий час Сергій працював на Рокитнівському скляному заводі, але потрапив під скорочення. Пошуки нової роботи привели його до Рокитнівського відділення міліції (нині поліції). Був одним з кращих інспекторів-кінологів Житомирського УПППМ, отримував відзнаки, грамоти та дипломи за сумлінне виконання службових обов’язків. У 2014 році разом з власною службовою собакою Джері стали на захист держави від окупантів на Донецькому напрямку. Навчав собаку знаходити вибухонебезпечні засоби та пристрої. Під час однієї з таких бойових задач Джері отримала поранення, і далі виконувати службу уже не могла. У 2018-2019 роках підписав контракт на рік, служив у морській піхоті, був командиром відділення інженерно-саперного взводу, інженерно-саперної роти військової частини с. Дачне (Одеська область). Після короткої зимової відпустки, навесні 2020 року знову поїхав в зону ООС (був професійним сапером). Восени 2021 року підписав контракт. Зустрів повномасштабну війну під Маріуполем, був головним сержантом інженерно-саперного взводу 503 обмп. Невдовзі отримав поранення і лікувався в госпіталі в Дніпрі. | 8 липня 2022              | 8 липня 2022 року поблизу населеного пункту Авдіївка (Донецька область), під час запеклого стрілецького бою з рашистами отримав травми несумісні з життям. Нагороджений орденом «За мужність» II ступеня (посмертно). |
| 7612                                            |                  | Кулигін Микола Геннадійович                     | 2 серпня 1989. Навчався в Івачківській гімназії. Молодший сержант, військовослужбовець ЗС України (підрозділ — не уточнено). | 8 липня 2022              | Загинув на Донеччині. Нагороджений орденом «За мужність» III ступеня (посмертно). |
| 9 липня                                         |                  |                                                 | |                           | |
| 7621                                            |                  | Осадко Олександр                                | Військовослужбовець 25 ОПДБр. Залишилась дружина і троє дітей. Дружина — українська письменниця Ганна Осадко. | 9 липня 2022              | Загинув у боях із російськими окупантами поблизу с. Краснопілля, що на Донеччині. |
| 7622                                            |                  | Баланчук Сергій Олександрович                   | 31 березня 1975, 47 років, м. Київ. Солдат, військовослужбовець ЗС України (підрозділ — не уточнено). Український футболіст, який був відомий завдяки виступам у полтавській «Ворсклі», ізраїльському «Маккабі» (Хайфа) та молодіжній збірній України. | 9 липня 2022              | Загинув у результаті ворожого артилерійського обстрілу поблизу м. Бахмута Донецької області. Нагороджений орденом «За мужність» III ступеня (посмертно). |
| 7623                                            |                  | Кожуховський Іван Олександрович                 | 2 січня 1982. Мешканець Уманського району Черкаської області. Молодший сержант, головний сержант взводу окремої десантно-штурмової бригади (підрозділ — не уточнено). | 9 липня 2022              | Загинув у результаті запеклого бою поблизу смт Білогорівки Луганської області. |
| 7624                                            |                  | Ясенко Дмитро Андрійович («Мангуст»)            | 24 липня 1991, Чернівецька область. Капітан, командир роти 80 ОДШБр. Учасник АТО/ООС. Нагороджений Орденом Богдана Хмельницького III ступеня. | 9 липня 2022              | Загинув у боях із російськими окупантами на Луганщині. |
| 7625                                            |                  | Ковальчук Сергій Дем'янович («Дізель»)          | 5 травня 1995, с. Степок Житомирська область. Мешкав у с. Яроповичі Житомирської області. Солдат, старший водій 1-го відділення 3-го взводу 3-ї роти спеціального призначення військової частини А4587. Залишились батьки. | 9 липня 2022              | Отримав важкі кульові поранення під час бою з противником із застосуванням стрілецької зброї поблизу населеного пункту Ольгине (Херсонська область) та помер під час евакуації до населеного пункту Кошове Дніпропетровської області. |
| 7626                                            |                  | Козак Богдан Федорович                          | 1980, с. Підгородище Львівська область. Військовослужбовець 63 ОМБр. | 9 липня 2022              | Згідно повідомлення Новороздільської міської ради, військовослужбовець загинув у бою з російськими окупантами поблизу м. Баштанки Миколаївської області. Похований у с. Підгородище на Львівщині. |
| 7627                                            |                  | Бібік Жасміна Михайлівна                        | 2 листопада 1992, м. Черкаси. Закінчила Білоцерківський медичний коледж. У 2014 підписала контракт із ЗСУ, регулярно виїжджала в зону АТО/ООС. Сержант, санінструктор медичного пункту 2 стрілецького батальйону 24 ОМБр. | 9 липня 2022              | Загинула під час ракетного удару в м. Часів Яр Бахмутського району Донецької області. Похована в с. Олександрівка на Черкащині. Нагороджена орденом «За мужність» III ступеня (посмертно). |
| 7630                                            |                  | Лопухов Олег Валентинович («Талант»)            | 37 років, с. Роздольне Херсонської області. Здобув середню освіту. Жив у Києві з родиною. Захоплювався фотографією, малюванням, грою на гітарі та співом. Навчався у Київській школі фотографії. Під час повномасштабного російського вторгнення чоловік став на захист столиці. Приєднався до 242-го окремого батальйону територіальної оборони 241-ї окремої бригади територіальної оборони. Разом із побратимами обороняв Київ та область, а потім вирушив на Харківщину. | 9 липня 2022              | Загинув під час висування підрозділу на позиції, потрапивши під мінометний обстріл в районі села Дементіївка Харківської області. Під час висування на позиції підрозділ українських оборонців потрапив під мінометний обстріл російських окупантів. Поховали 14.07.2022 на Байковому кладовищі Києва. Нагороджений медаллю «За військову службу Україні» (посмертно). |
| 7631                                            |                  | Янишин Богдан Зеновійович                       | 31 рік, м. Болехів. Сержант, військовослужбовець ЗС України (підрозділ — не уточнено). | 9 липня 2022              | Героїчно загинув у запеклих боях на Миколаївщині. Нагороджений орденом «За мужність» III ступеня (посмертно). |
| 10 липня                                        |                  |                                                 | |                           | |
| 7638                                            |                  | Каха Гоголь                                     | Грузія. Військовослужбовець ЗС України (підрозділ — не уточнено). Ветеран Війни в Абхазії (1992—1993 рр.). Приїхав до України з Поті через 15 днів після початку російського вторгнення в Україну. | 10 липня 2022             | Загинув зранку в результаті російського авіаудару (місце — не уточнено). |
| 7639                                            |                  | Грубрін Борис Леонідович («Калмик»)             | 55 років, родом з Києва. Закінчив Київський державний інститут фізичної культури. Разом з дружиною упродовж 11 років мав свій бізнес із надання послуг таксі. Потім займалися страхуванням. Чоловік був регіональним менеджером страхового брокера. У вільний час займався садівництвом, любив рибалити. Був активним учасником Революції Гідності. З початку повномасштабної війни Борис волонтерив – вивозив людей з Бучі, Гостомеля, Ірпеня. А згодом приєднався до столичного 242 ОБ ТрО 241 ОБр ТрО. У нього було двоє синів, обидва – інваліди з дитинства. Борис в свої 55 років мав би бути поруч із синами, але поклик серця – захищати свою Батьківщину – виявився сильнішим за сімейні обставини. | 10 липня 2022             | Загинув під час мінометно-артилерійського обстрілу поблизу с. Дементіївки на Харківщині. Через тривалі бої в тому районі Харківщини вивезти тіло Калмика вдалося лише за два місяці – у вересні. Похований 19.09.2022 року на Лісовому цвинтарі у рідному Києві. Нагороджений орденом «За мужність» III ступеня (посмертно). |
| 7640                                            |                  | Макеєв Олександр Сергійович («Конструктор»)     | 44 роки, м. Київ. Після школи здобув фах техніка-конструктора у Київському оптико-механічному технікумі. У 2002-му закінчив Київський технологічний інститут легкої промисловості (нині – Київський національний університет технологій та дизайну). Працював інженером-конструктором оптико-волоконних приладів. Цікавився історією. Грав на гітарі та саксофоні. Любив гори. У студентські роки займався історичною реконструкцією. Потім захопився спортом: біг, ультратрейл, триатлон, плавання. З перших днів повномасштабної війни пішов до військкомату. Через значну кількість охочих його поставили в чергу. Приєднався до підрозділу ТРО міста Києва в/ч А7373, пізніше перевівся до 242 ОБ ТрО 241 ОБр ТрО. Обіймав посаду командира взводу. | 10 липня 2022             | Загинув під час мінометно-артилерійського обстрілу поблизу с. Дементіївки на Харківщині. Похований 19.09.2022 року на Лісовому кладовищі у рідному Києві. Нагороджений орденом «За мужність» III ступеня (посмертно). |
| 11 липня                                        |                  |                                                 | |                           | |
| 7646                                            |                  | Буханченко Віталій Юрійович                     | Старший солдат 3 БрОП НГУ. | 11 липня 2022             | Загинув у боях із російськими окупантами в ході відбиття російського вторгнення в Україну (місце — не уточнено). Нагороджений орденом «За мужність» III ступеня (посмертно). |
| 7647                                            |                  | Сенчук Владислав Васильович                     | 2 квітня 2003, с. Яворів Косівського району. Солдат 3 БрОП НГУ, 50 полк. Проходив службу на Харківщині. | 11 липня 2022             | Загинув 11 липня 2022 року в бою з російськими військовими. Президент посмертно нагородив воїна орденом "За мужність" III ступеня 7 вересня 2022 |
| 7648                                            |                  | Доскуч Роман Ігорович                           | с. Затурці Володимир-Волинського району. Сержант, підписав контракт із Збройними силами України у грудні 2016 року, через два місяці в складі 14-ї окремої механізованої бригади вирушив на передову, в Новоайдарський район. Проходив навчання на Львівщині, спільно з інструкторами НАТО відпрацьовували штурми, атаки, прийоми оборони. | 11 липня 2022             | Загинув в боях з російськими окупантами в ході відбиття російського вторгнення в Україну (місце — не уточнено). Нагороджений орденом «За мужність» III ступеня (посмертно). |
| 7649                                            |                  | Бакум Вадим Станіславович                       | 38 років, с. Липкуватівка, Харківська область. Сержант, військовослужбовець ЗС України (підрозділ — не уточнено). | 11 липня 2022             | Загинув в боях з російськими окупантами в ході відбиття російського вторгнення в Україну (місце — не уточнено). Нагороджений орденом «За мужність» III ступеня (посмертно). |
| 7650 … 7660                                     |                  | Україна                                         | Військовослужбовці ЗС України. | 11 липня 2022             | (для доповнення за 10 липня 2022 року) |
| 12 липня                                        |                  |                                                 | |                           | |
| 7661                                            |                  | Белюженко Руслан («Єгерь»)                      | 1972. Старший сержант, головний сержант взводу (підрозділ — не уточнено). У другій половині 80-х років навчався в училищі у Кутківцях, заочно здобував освіту у Львівському технікумі зв'язку та у «Львівській політехніці». До війни був приватним підприємцем, що надавав послуги телерадіомайстра у Богородчанах та керівником ТзОВ «Верховина-ДС», єгерем та пластуном в Івано-Франківській станиці. Отримав поранення, але після лікування та короткого відпочинку знову повернувся на передову. | 12 липня 2022             | Загинув від мінно-вибухової травми під час виконання бойового завдання поблизу с. Єгорівки Донецької області. |
| 7662                                            |                  | Гречихін Владислав Станіславович                | 1997, 25 років, Полтавська область. Старший солдат, санітар підрозділу Десантно-штурмових військ (підрозділ — не уточнено). | 12 липня 2022             | Загинув внаслідок артобстрілу неподалік м. Сіверська Донецької області. |
| 7663                                            |                  | Литовченко Андрій                               | Командир 1-го взводу окремого стрілецького полку «Чорний ворон» 241 ОБрТрО. Мав дві вищі освіти. Працював системним адміністратором в Інституті теоретичної фізики ім. М. Боголюбова НАН України. 2015 року вчився військової справи в Українському легіоні. Взимку 2016 року разом із майбутньою дружиною поїхали парамедиками в ASAP Rescue. Після того одружився. 2018 року отримав роботу у Франції в CPPM (Марсельський центр фізики елементарних частинок). Він був адміністратором і програмістом-розробником чотири роки, два з яких ще віддалено вів проєкт Web App у ЦЕРНі. Працював над Dirac, соціальною мережею для науковців усього світу. Після початку російського вторгнення в Україну повернувся з Франції і долучився до складу ТрО. Залишилися дружина і син. | 12 липня 2022             | Загинув поблизу с. Дементіївки Харківської області. |
| 7664                                            |                  | Зєльков Олександр Олексійович                   | с. Ліски (Ізмаїльський район) Одеська область. Солдат, стрілець підрозділу 126 ОБрТрО. | 12 липня 2022             | 5 липня отримав численні вогнепальні осколкові поранення під час бойових дій поблизу населеного пункту Лозове Херсонської області. Не зважаючи на всі зусилля лікарів, помер у військовому госпіталі. |
| 7665                                            |                  | Петров Андрій                                   | м. Львів. Військовослужбовець військової частини А4007. Від початку російського вторгнення в Україну був призваний до ЗС України, де обороняв Батьківщину на сході України у складі військової частини А4007. | 12 липня 2022             | Загинув у бою з російськими окупантами (місце — не уточнено). |
| 7666                                            |                  | Берестовський Захар Олександрович («Беркут»)    | 21 листопада 2003, м. Суми. Солдат, військовослужбовець 2 роти 2 батальйону ССО «Азов». До війни займався ковкою і хотів стати професійним військовим, але так і не закінчив Харківське кадетське училище. | 12 липня 2022             | Загинув в бою з російськими окупантами (місце — не уточнено). Нагороджений орденом «За мужність» III ступеня (посмертно). |
| 7667                                            |                  | Буляк Юрій Миколайович                          | 12 листопада 1981, Львів. Навчався у середній загальноосвітній школі № 90 міста Львова. Закінчив державний навчальний заклад «Львівське вище професійне політехнічне училище» за спеціальністю «маляр-штукатур». Після завершення навчання проходив військову службу у місті Бродах Львівської області. У 2014—2015 роках захищав Батьківщину у зоні проведення АТО. У мирний час Юрій Буляк працював у охоронних структурах міста Львова. Із початком повномасштабного вторгнення російських окупантів боронив Україну у лавах 80-ї окремої десантно-штурмової бригади Десантно-штурмових військ Збройних Сил України. | 12 липня 2022             | Загинув у селищі Спірне Бахмутського району. Похований 16 липня на Личаківському цвинтарі у Львові. Нагороджений орденом «За мужність» III ступеня (посмертно). |
| 7668                                            |                  | Білоус Микола Григорович («Старий»)             | 57 років, м. Буринь Сумської області. Закінчив місцеву школу. Довгий час працював у Буринській центральній районній лікарні водієм, а потім механіком. Любив їздити за кермом, був безвідмовним другом. Деякий час заробляв на ремонтах квартир. 24 лютого 2022 року Микола був у Києві, працював на будівництві. А вже за 4 дні чоловік вирішив записатися до територіальної оборони. Сказав дружині: «На війні діти гинуть, я в квартирі не сидітиму». Пізніше обіймав посаду водія 242-го окремого батальйону територіальної оборони 241-ї окремої бригади територіальної оборони. | 12 липня 2022             | Загинув в результаті прямого вогневого контакту під час висування підрозділу на позиції СП в районі Дементіївка Харківської області. Напередодні 57-річний захисник вирушив на завдання, близько 03:00 ночі українські військові потрапили у ворожу засідку. У результаті цього бою не стало Старого. Через постійні ворожі обстріли тіло Миколи змогли забрати лише на 9 день після його загибелі. Поховали його у рідному місті Буринь. Похований 23.07.2022 на кладовищі міста Буринь. Нагороджений медаллю «За військову службу Україні» (посмертно). |
| 7669                                            |                  | Дворяк Іван Юрійович («Швед»)                   | 31 рік, м. Світловодськ, Кіровоградської області, проживав у м. Київ. Навчався в загальноосвітній школі №3, потім на факультеті ветеринарної медицини Київського університету біоресурсів і природокористування. Служив кулеметником 3-го відділення, 3-го взводу 6-ї стрілецької роти 242-го окремого батальйону територіальної оборони 241-ї окремої бригади територіальної оборони. Був сильною та сміливою людиною, яка була вірна присязі та своїй Батьківщині до останнього. За час проходження служби на посаді кулеметника зарекомендував себе з позитивного боку, логічно працював над вдосконаленням та підвищенням свого професійного рівня. Мав високий рівень мотивації до військової служби та користувався авторитетом у своїх сослуживців. | 12 липня 2022             | Загинув під час вогневого зіткнення з супротивником на Харківському напрямку в селі Демінтіївка.11.01.2023 р. у Світловодському міському Палаці культури відбулося прощання з героєм, поховали на кладовищі міста Світловодськ. Нагороджений орденом «За мужність» III ступеня (посмертно). |
| 7670                                            |                  | Жуйков Володимир Петрович («Авдот»)             | м. Кролевець Сумської області, навчався у Полтаві. З 18 років служив у В’єтнамі корабельним коком. Після завершення курсів у Києві працював 3D-модельєром в IT-компаніях над створенням культових онлайн-ігор. Обожнював рибалку, неперевершено готував, професійно володів техніками масажу, писав вірші та неймовірно гарно ліпив із пластиліну воєнну техніку. Коли почалася повномасштабна війна, Володимир приєднався до 242-го окремого батальйону територіальної оборони 241-ї окремої бригади територіальної оборони. Був старшим стрільцем. Разом із побратимами вирушив на передову захищати Батьківщину. | 12 липня 2022             | Загинув в результаті прямого вогневого контакту під час висування підрозділу на позиції СП в районі села Дементіївка на Харківщині. Захисник потрапив у засідку ворога та отримав смертельні кульові поранення. Нагороджений медаллю "За військову службу Україні" (посмертно). Похований на Берковецькому цвинтарі у м. Києві, 42 ділянка, 1 ряд. |
| 7671                                            |                  | Оніщенко Валерій Миколайович («Боцман»)         | 49 років, м. Київ. Закінчив Національний університет харчових технологій. Працював на комунальному підприємстві «Київтеплоенерго» та всіляко допомагав киянам створюючи комфорт у їх житті. У вільний час чоловік любив рибалити. З початком повномасштабного вторгнення Валерій встав на захист України. Був командиром відділення у 242-му окремому батальйоні територіальної оборони 241-ї окремої бригади територіальної оборони. | 12 липня 2022             | Загинув в районі села Дементіївка на Харківщині. Захисник потрапив у засідку ворога та під час бою отримав смертельні поранення. Похований на Новосілківському кладовищі у рідному Києві. Нагороджений медаллю «За військову службу Україні» (посмертно). |
| 7672                                            |                  | Герасим Володимир Сергійович                    | Яготин, Київська область. Закінчив Механіко-математичний Інститут Київського політехнічного інституту імені Ігоря Сікорського, навчався на кафедрі технології виробництва літальних апаратів. Займався просвітницькою діяльністю: був головою організації «Українські кулаки», створив групу у соцмережі «Освітня Криївка». Солдат,з початком повномасштабного вторгнення на територію України вступив до лав ТРО, пізніше – вирушив на війну у лавах ЗСУ. | 12 липня 2022             | Загинув біля с. Богородичне Донецької області. Нагороджений орденом «За мужність» III ступеня (посмертно). Похований в Яготині на Київщині . |
|                                                 |                  | Грабчак Максим Геннадійович                     | Одещина. Головний сержант, військовослужбовець спецпідрозділу Омега НГУ. | 12 липня 2022             | Загинув в Донецькій області. Під час проведення зачистки місцевості його група потрапила у ворожу засідку. Воїн самовіддано відвернув вогонь окупантів на себе, чим дав змогу товаришам по службі організувати оборону та відбити атаку. Нагороджений орденом «За мужність» III ступеня (посмертно). Похорон відбувся 16 липня 2022 в Одесі . |
| 7673 ... 7680                                   |                  |                                                 | |                           | |
| 13 липня                                        |                  |                                                 | |                           | |
| 7681                                            |                  | Марушко Вадим                                   | 30—32 роки, с. Смолигів Волинська область. Солдат, військовослужбовець медроти 24 ОМБр. Молодший брат Владислав загинув 2014 року на війні і Вадим повернувся з Німеччини, де проходив лікарську практику. Уклав контракт на військову службу за контрактом. З перших днів російського вторгнення в Україну добровольцем став на захист України. Був поранений, але після реабілітації знову відправився на передову до побратимів. | 13 липня 2022             | Трагічно загинув під час ротації вдома. |
| 7682                                            |                  | Стасовський Дмитро Юрійович                     | 21 рік, смт Петриківка Дніпропетровська область. Старший солдат, військовослужбовець 93 ОМБр. Після початку російського вторгнення в Україну, разом із батьком, добровольцем пішов захищати Україну. Воював в одному батальйоні разом із батьком. | 13 липня 2022             | Загинув у бою з російськими окупантами (місце — не уточнено). Батько власноруч виніс тіло загиблого сина з під обстрілів. Нагороджений орденом «За мужність» III ступеня (посмертно). |
| 7683                                            |                  | Закаблук Тимофій Валерійович                    | 14 листопада 1995, м. Миргород Полтавська область. Солдат Десантно-штурмових військ (підрозділ — не уточнено). Випускник Миргородської ЗОШ№ 1 ім. Панаса Мирного. Боронив Україну від першого дня після російського вторгнення в Україну. Залишилася дружина та 4-річний син. | 13 липня 2022             | Загинув під час артобстрілу «Градів» поблизу м. Сіверська Донецької області. |
| 7684                                            |                  | Маліченко Анатолій Петрович                     | 14 липня 1972, Полтавська область. Сержант, командир відділення ЗС України (підрозділ — не уточнено). | 13 липня 2022             | Загинув під час ворожого артобстрілу з БМ-21 «Град» поблизу м. Сіверська Донецької області. |
| 7685                                            |                  | Ластовін Олександр Володимирович («Полтава»)    | 6 грудня 1985, Полтавська область. Молодший сержант, стрілець-санітар підрозділу ЗС України (підрозділ — не уточнено). | 13 липня 2022             | Загинув під час ворожого артобстрілу з БМ-21 «Град» поблизу м. Сіверська Донецької області. Нагороджений орденом «За мужність» II ступеня (посмертно). |
| 7686                                            |                  | Іващенко Павло Олександрович                    | 31 березня 1973, Полтавська область. Солдат, механік-водій підрозділу ЗС України (підрозділ — не уточнено). | 13 липня 2022             | Загинув під час ворожого артобстрілу з БМ-21 «Град» поблизу м. Сіверська Донецької області. |
| 7687                                            |                  | Луговський Ярослав Романович                    | 29 квітня 1978, Полтавська область. Старший солдат, водій підрозділу ЗС України (підрозділ — не уточнено). | 13 липня 2022             | Загинув під час ворожого артобстрілу з БМ-21 «Град» поблизу м. Сіверська Донецької області. Нагороджений орденом «За мужність» III ступеня (посмертно). |
| 7688                                            |                  | Цвітченко Едуард Валентинович                   | 1971, 50 років, Полтавська область. Сержант, командир відділення підрозділу ЗС України (підрозділ — не уточнено) | 13 липня 2022             | Загинув під час мінометного та артобстрілу українських позицій поблизу с. Вершина Донецької області. Нагороджений орденом «За мужність» III ступеня (посмертно). |
| 7689                                            |                  | Кір'ян Анатолій Миколайович                     | 21 квітня 1978, Новоселівська громада. Полтавська область. До війни працював охоронцем на підприємстві. Сержант, командир бойової машини підрозділу ЗС України (підрозділ — не уточнено). | 13 липня 2022             | Загинув у районі м. Мар'їнки Донецької області. |
| 7690                                            |                  | Копотун Євгеній Володимирович                   | 27 років, Київська область. Майор, командир екіпажу вертольоту Мі-8 16-ї ОБрАА. | 13 липня 2022             | Загинув при виконанні бойового завдання в районі населеного пункту Пречистівки Донецької області. Нагороджений орденом «Богдана Хмельницького» III ступеня (посмертно). |
| 7691                                            |                  | Кріль Назарій Романович                         | 29 січня 2000, м. Броди Львівська область. Старший лейтенант, льотчик-оператор вертольоту Мі-8 16-ї ОБрАА. | 13 липня 2022             | Загинув при виконанні бойового завдання в районі населеного пункту Пречистівки Донецької області. Нагороджений орденом «Богдана Хмельницького» III ступеня (посмертно). |
| 7692                                            |                  | Лозовий Богдан Віталійович                      | 998м,. Броди Львівська область. Капітан, бортовий авіаційний технік вертольоту Мі-8 16-ї ОБрАА. | 13 липня 2022             | Загинув при виконанні бойового завдання в районі населеного пункту Пречистівки Донецької області. Нагороджений орденом «Богдана Хмельницького» III ступеня (посмертно). |
| 7694                                            |                  | Процик Андрій Романович                         | Солдат, навідник, військовослужбовець підрозділу 80 ОДШБр. На військовій службі в ЗС України — з 2018 року. | 13 липня 2022             | Загинув у боях із російськими окупантами на околицях с. Богородичного Краматорського району на Донеччині. Нагороджений орденом «За мужність» III ступеня (посмертно). |
| 7695                                            |                  | Черешневий Дмитро Ігорович («Черешня»)          | 51 рік, м. Київ. Здобув середню технічну освіту за фахом слюсар паливної апаратури. Працював водієм-тілоохоронцем. Коли почалося повномасштабне російське вторгнення, чоловік приєднався до лав 242-го окремого батальйону територіальної оборони 241-ї окремої бригади територіальної оборони. Був водієм. Добрим, позитивним та розважливим. Завжди був за правду та мав багато друзів. Мріяв жити спокійним та щасливим життям, купити великий будинок і жити у великій родині. | 13 липня 2022             | Загинув під час мінометного обстрілу на Харківщині. Поховали в Києві на Південному кладовищі. Нагороджений орденом «За мужність» III ступеня (посмертно). |
| 7696                                            |                  | Петушков Олександр Володимирович                | 23 серпня 1973. Молодший сержант, командир стрілецького відділення ЗС України (підрозділ — не уточнено). | 13 липня 2022             | Загинув у боях із російськими окупантами поблизу м. Сіверськ на Донеччині. Похований у м. Звенигородці на Черкащині. Нагороджений медаллю «За військову службу Україні» (посмертно). |
| 7697                                            |                  | Савіцький Борис Борисович                       | 32 роки, м. Шепетівка Хмельницька область. Штаб-сержант, командир розвідувального взводу 14 ОМБр. У 2008 році закінчив Вище міжрегіональне професійне училище залізничного транспорту в Козятині. У 2008—2012 роках служив у ЗСУ. Після демобілізації працював на залізниці. З 2014 року брав участь в АТО/ООС. Нагороджений орденом «За мужність» ІІІ ступеня (13.08.2015). | 13 липня 2022             | Загинув біля с. Миколаївка Херсонської області. |
| 7698                                            |                  | Феоклістов Дмитро Володимирович                 | 16 вересня 1969, м. Київ. Молодший сержант 81 ДШБ. Командир підрозділу. Закінчив художній технікум. Але з самого дитинства захоплювався радіоелектронікою. Робив у відділі електроніки на підприємстві. Також мав своє СТО, робив автоелектриком. На війні був з січня 2015 року. Був в найгарячіших точках. Виконував бойові завдання біля Донецького аеропорту, населених пунктів Мар'їнка, Опитне, Водяне, Слав'янськ, Краматорськ. Залишилась дружина та мати. | 13 липня 2022             | 13 липня після артобстрілу загинув на місці у м. Сіверськ біля Бахмуту. Похований у м.Києві 28 липня Берковецькому кладовищі 42 ділянка, 2 ряд. Нагороджений двома медалями: медаль учасника АТО та ДШБ 81 бригади. |
| 7699                                            |                  | Гаврилюк Ігор Володимирович («Інгвар»)          | 58 років, м. Київ. Закінчив Національний авіаційний університет. У 1984-1986 роках проходив строкову службу у військах зв’язку. Потім понад 20 років служив у підрозділах радіоконтррозвідки СБУ. Звільнений у відставку у званні майора. Любив читати, особливо книги з історії. Чудово грав у шахи, мав відмінне почуття гумору. Полюбляв радіо- та фотосправу. Своїми руками створював казку у старенькій «хатинці-дачі», де побудував, як він сам казав, «вівтар безумства». У перший день повномасштабної війни, 24 лютого 2022 року, Ігор отримав зброю та чергував на блокпостах на в’їзді в Київ. Згодом став старшим і перевіряв там порядок несення служби підлеглими. Вже під час комплектування 242-го окремого батальйону територіальної оборони 241-ї окремої бригади територіальної оборони Інгвар підбирав людей на командирські посади. Його ж призначили заступником начальника штабу з мобілізаційної роботи. Влітку їх підрозділ направили на оборону Харківської області, де Ігор і прийняв свій останній бій. | 13 липня 2022             | Загинув у бою з окупантами в районі села Дементіївка на Харківщині. Інгвар лежав обличчям вниз з перетягнутою джгутом рукою. Коли за допомогою «кошки» його перевернули, виявилось, що під тілом – граната та особистий пістолет ТТ. Навіть тяжко поранений він був готовий прийняти бій та не збирався здаватися. Нагороджений орденом Богдана Хмельницького ІІІ ступеня(посмертно). Поховали офіцера у рідному Києві. |
| 7700                                            |                  | Сербук Максим Григорович («Воля»)               | 50 років, м. Київ. Закінчив Київське вище військово-морське політичне училище. Після чого посвятив своє життя державній безпечності своєї країни, служив в рядах Служби Безпеки України. Останні роки свого життя посвятив бізнесу, любив займатися боксом та велоспортом.свою особистість. На початку вторгнення відправивши свою сім’ю у безпечне місце і пішовши за покликом душі став на захист своєї рідної землі. Служив заступником командира батальйону з морально-психологічного забезпечення. Сприяв досягненню високого морального духу особового складу, який спонукав їх до свідомого виконання службово-бойових задач. | 13 липня 2022             | 13 липня 2022 потрапив під ворожий мінометний обстріл, отримав поранення несумісні із життям в районі села Дементіївка на Харківщині. Похований на Совському кладовищі міста Києва. Нагороджений орденом «За мужність» III ступеня (посмертно). |
| 7701                                            |                  | Демьянов Михайло Сергійович («Студент»)         | 18 серпня 1999, м. Волзький, Волгоградська область, РФ. Його родина переїхала до Харкова і де він навчався в школі №25. Виростав в православній родині. У підлітковому віці зацікавився IT технологіями, готувався до вступу до Аерокосмічної Академії, на факультет «Кібербезпеки комунікаційних систем». Однак, після школи був призваний на строкову службу, яку він проходив у центрі електрогазового та автотехнічного забезпечення Сил логістики ЗCУ. | 13 липня 2022             | Похований на Берковецькому кладовищі в Києві . |
|                                                 |                  | Ведмеденко Роман                                | 21 вересня 1998, селище Білокуракине Луганської області. У 2018 році уклав контракт із танковими військами Збройних сил України, брав участь у бойових діях на території ООС. Після закінчення контракту вирішив будувати військову кар’єру. Навчався на факультеті радіаційної, хімічної та біологічної розвідки Харківського військового інституту танкових військ. Командир розвідувального взводу | 13 липня 2022             | Підірвався на міні під час виконання бойового завдання. Похований на в селі Великі Канівці . |
| 14 липня                                        |                  |                                                 | |                           | |
| 7702                                            |                  | Віктор («Віхрь»)                                | Військовослужбовець ЗС України (підрозділ — не уточнено). Ультрас донецького «Металурга». | 13 липня 2022             | Загинув у боях із російськими окупантами (місце — не уточнено). |
| 7703                                            |                  | Савицький Назар Олексійович («Стероїд»)         | 8 вересня 1998, Донецька область. Старший солдат, військовослужбовець 81 ОАЕМБр. Навчався ЗОШ № 6 в м. Селидове, в подальшому — в ЗНУ. Ультрас донецького «Металурга». Учасник ООС. Нагороджений нагрудним знаком «За зразкову службу» (наказ Міністра оборони України від 13.08.2021 року № 361). | 13 липня 2022             | Загинув у боях із російськими окупантами поблизу м. Сіверська Донецької області. |
| 7704                                            |                  | Буданцев Андрій Вікторович                      | 25 грудня 1983, Полтавська область. Снайпер, військовослужбовець ЗС України (підрозділ — не уточнено). | 14 липня 2022             | Загинув під час ворожого артобстрілу м. Сіверську Донецької області. |
| 7705                                            |                  | Лещін Ігор Володимирович                        | 4 травня 1973, Полтавська область. Капітан, військовослужбовець 81 ОАеМБр. | 14 липня 2022             | Загинув під час ворожого артобстрілу м. Сіверська Донецької області. |
| 7706                                            |                  | Лисенко Іван Анатолійович                       | 10 квітня 1986, Полтавська область. Солдат, військовослужбовець ЗС України (підрозділ — не уточнено). | 14 липня 2022             | Загинув під час ракетного удару по м. Дніпру. |
| 7707                                            |                  | Бурдико Дмитро Григорович                       | Полковник, військовослужбовець ПС ЗС України (підрозділ — не уточнено). | 14 липня 2022             | Загинув смертю хоробрих у боях за незалежність України з російськими окупантами (місце — не уточнено). Похований на Одинківському кладовищі в м. Дніпрі. Нагороджений орденом Данила Галицького (посмертно). |
| 7708                                            |                  | Бродовський Олександр Анатолійович              | 11 серпня 1980, Шилова Балка Херсонської області. Здобув технічну освіту в державному навчальному закладі «Білозерське професійно-технічне училище № 6». Молодший сержант, військовослужбовець 80 ОДШБр. З початком російського вторгнення в Україну, в складі 80 ОДШБр боронив Херсонщину та Донеччину. Залишились дружина, діти, мати та сестра. | 14 липня 2022             | Загинув у бою з російськими окупантами (місце — не уточнено). Похований 19 липня на Личаківському цвинтарі.. Нагороджений орденом «За мужність» III ступеня (посмертно). |
| 7709                                            |                  | Шекін Андрій Володимирович                      | 3 листопада 1985, м. Херсон. Закінчив Херсонську загальноосвітню школу І-ІІ ступенів № 23 Херсонської міської ради. Протягом 2003—2006 років проходив службу у 73-му морському центрі спеціальних операцій імені кошового отамана Антіна Головатого Сил спеціальних операцій Збройних сил України. Після проходження служби навчався у Відокремленому структурному підрозділі «Морський фаховий коледж ХДМА» Херсонської державної морської академії. Молодший сержант, військовослужбовець 80 ОДШБр. З початком російського вторгнення в Україну, в складі 80 ОДШБр боронив Україну від агресора. Залишились дружина та син. | 14 липня 2022             | Загинув у бою з російськими окупантами (місце — не уточнено). Похований 19 липня на Личаківському цвинтарі. Нагороджений орденом «За мужність» III ступеня (посмертно). |
| 7710                                            |                  | Іщенко Антон Вікторович                         | 53 роки, м. Запоріжжя. Солдат, військовослужбовець НГУ (9 Полк оперативного призначення). 25 лютого 2022 року, одразу після вторгнення, пішов добровольцем на фронт, для захисту своєї сім'ї. До війни працював в аудиторській службі України. | 14 липня 2022             | Загинув в боях з російськими окупантами в ході відбиття російського вторгнення в Україну (місце — село Кам'янське, Запорізької області). Нагороджений орденом «За мужність» III ступеня (посмертно). |
| 7711 … 7720                                     |                  | Україна                                         | Військовослужбовці ЗС України. | 14 липня 2022             | (для доповнення за 14 липня 2022 року) |
| 15 липня                                        |                  |                                                 | |                           | |
| 7721                                            |                  | Бєляєва Ганна                                   | Військовослужбовець ЗС України (підрозділ — не уточнено). Закінчила Харківський національний медичний університет. Протягом деякого часу працювала медичною сестрою у Міській дитячій клінічній лікарні № 23, а з 1999 по 2022 рік — спочатку інтерном, а потім стоматологом-терапевтом у Міській студентській лікарні. До ЗС України була призвана навесні 2022 року. Залишилися чоловік, донька та син. | 15 липня 2022             | Загинула у боях із російськими окупантами за м. Харків. |
| 7722                                            |                  | Косович Василь                                  | 1984, c. Раковець Івано-Франківська область. Солдат, військовослужбовець 10 ОГШБр. | 15 липня 2022             | Загинув у боях із російськими окупантами (місце — не уточнено) |
| 7723                                            |                  | Огільчин Владислав                              | м. Коломия Івано-Франківська область. | 15 липня 2022             | Загинув у боях із російськими окупантами (місце — не уточнено). |
| 7724                                            |                  | Мельничук Василь Васильович                     | 1982, с. Олієво-Корнів Коломийський район Івано-Франківська область. Сержант, стрілець-снайпер 2-ї гірсько-штурмової роти (підрозділ — не уточнено). | 15 липня 2022             | Загинув у боях із російськими окупантами в Донецькій області. |
| 7725                                            |                  | Давидюк Денис Миколайович                       | 18 травня 1985, м. Мирноград Донецька область. Молодший сержант, військовослужбовець 3-го механізованого батальйону 92 ОМБр. Призваний на військову службу за контрактом до ЗС України Покровсько-Ясинуватським ОМВК 16 вересня 2020 року. | 15 липня 2022             | Загинув у боях із російськими окупантами (місце — не уточнено). Нагороджений орденом «За мужність» III ступеня (посмертно). |
| 7726                                            |                  | Корзун Володимир Григорович («Агат»)            | 25 років, с. Крук Хорошівський район Житомирська область. Молодший сержант, військовослужбовець інженерно-саперного підрозділу 92 ОМБр. Закінчив Житомирську національну академію внутрішніх справ. Учасник ООС. На військовій службі у складі 93 ОМБр — з 2019 року. Нагороджений медаллю «За військову службу Україні» (20.06.2022). | 15 липня 2022             | Загинув під час виконання бойового завдання в районі с. Коробочкине Харківської області. Нагороджений орденом «За мужність» III ступеня (посмертно). |
| 7727                                            |                  | Драний Володимир Андрійович                     | 4 лютого 1990. Мешканець м. Катеринополя Черкаської області. Молодший сержант, стрілець-помічник гранатометника механізованої роти 72 ОМБр. Учасник АТО. | 15 липня 2022             | Загинув від отриманих поранень у результаті здійснення противником артилерійського обстрілу позицій поблизу м. Бахмута Донецької області. Похований у с. Гуляйполі Звенигородський району Черкаської області. Нагороджений орденом «За мужність» III ступеня (посмертно). |
| 7728                                            |                  | Лісун Віталій Сергійович                        | У перші дні повномасштабного вторгнення російської федерації в Україну добровільно пішов до військкомату і вступив до лав ЗСУ. Проходив військові навчання спершу за кордоном, а потім відправився на передову, де виконував бойові завдання. Державний тренер України, суддя національної категорії з водного поло. | 15 липня 2022             | Загинув 15 липня під час застосування противником вогню з мінометів з території російської федерації. Місце загибелі: Сумська обл. Похований на Берковецькому кладовищі у м. Києві. 42 ділянка, 5 ряд. |
| 7728 … 7740                                     |                  | Україна                                         | Військовослужбовці ЗС України. | 15 липня 2022             | (для доповнення за 15 липня 2022 року) |
| 16 липня                                        |                  |                                                 | |                           | |
| 7741                                            |                  | Іван («Фанат»)                                  | Старший лейтенант, командир розвідувального взводу 93 ОМБр. Фінансист за цивільною освітою. Фанат футбольного клубу «Зоря» (Луганськ). Працював у банку. Після тимчасової окупації агресором м. Луганська, відбув добровольцем до ЗС України. 02.08.2014 року прийняв військову присягу і відбув проходити службу до 93 ОМБр. Учасник АТО/ООС. | 16 липня 2022             | Загинув у бою з російськими окупантами (місце — не уточнено). |
| 7742                                            |                  | Лісун Віталій                                   | 44 роки. Військовослужбовець ЗС України (підрозділ — не уточнено). Державний тренер України, суддя національної категорії з водного поло, колишній гравець. Протягом багатьох років працював секретарем Федерації водного поло України. Виступав на позиції воротаря за ВК «Динамо» (м. Київ), з яким був чемпіоном України, та національну збірну України, з якою пробився до фінальної частини чемпіонату Європи-1996. З початком російського вторгнення в Україну прибув до ТЦК та був призваний до ЗС України. Проходив навчання закордоном, а потім вирушив на передову, де виконував бойові завдання. Залишилися дружина та 9-річний син, який теж займається водним поло у київському «Динамо». | 16 липня 2022             | Загинув вночі на передовій у Харківській області. |
| 7743                                            |                  | Коновалов Сергій Олегович («Роланд»)            | 25 квітня 2000, м. Одеса. Військовослужбовець 28 ОМБр. Учасник Революції Гідності. Був активним у громадському житті м. Одеси під час протистояння проросійським силам із початку 2014 року, тоді йому було тільки 13 років. Учасник протистоянь в Одесі 2 травня 2014. У 16 років втік на фронт захищати Батьківщину, як доброволець у головному штабі ДУК ПС, звідти його забрали назад додому. 2019 року уклав контракт і воював у складі 10 ОГШБр. У грудні 2021 року, після завершення контракту, повернувся додому, але вранці 24 лютого 2022 року вже був у ТЦК та СП. У складі 28 ОМБр брав участь у важких боях на підступах до міст Миколаєва та Херсона. Студент 4-го курсу історичного факультету ТНПУ ім. В. Гнатюка. | 16 липня 2022             | Загинув у бою з російськими окупантами поблизу м. Херсону. Похований у м. Одесі. |
| 7744                                            |                  | Білуник Руслан Богданович                       | с. Грушка Івано-Франківська область. Військовослужбовець ЗС України (підрозділ — не уточнено). | 16 липня 2022             | Загинув у боях із російськими окупантами (місце — не уточнено). |
| 7745                                            |                  | Мельник Роман Миколайович                       | 1976, смт Битків Надвірнянський район Івано-Франківська область. Сержант, військовослужбовець ЗС України (підрозділ — не уточнено). | 16 липня 2022             | Загинув під час ворожого артилерійського обстрілу в Запорізькій області. |
| 7746                                            |                  | Коростюк Вадим                                  | 44 роки, Клішковецька сільська громада Чернівецька область. Військовослужбовець ЗС України (підрозділ — не уточнено). | 16 липня 2022             | Кілька днів пробув із рідними у відпустці вдома і знову їхав на фронт. Загинув у ДТП разом з усією сім'єю на автодорозі Н-03 сполученням Житомир — Чернівці поблизу «Чотирьох Корчм» між Хотином та Недобоївцями. |
| 7747                                            |                  | Каплун Богдан Анатолійович                      | 19 жовтня 1992, 29 років, мешканець с. Жовтий Яр Білгород-Дністровський район Одеська область. Військовослужбовець ЗС України (підрозділ — не уточнено). Закінчив навчання в Одеській духовній семінарії, священник Української Православної Церкви. | 16 липня 2022             | Згідно повідомлення Білгород-Дністровської районної ради, загинув від ворожої міни, захищаючи Україну від окупантів на території Донецької області. |
| 7748                                            |                  | Корсун Артем Анатолійович                       | 31 рік, Полтавська область. Солдат, гранатометник підрозділу ЗС України (підрозділ — не уточнено). | 16 липня 2022             | Загинув під час артобстрілу неподалік населеного пункту Покровське, що на Донеччині. |
| 7749                                            |                  | Каплун Богдан Анатолійович                      | 19 жовтня 1992, с. Жовтий Яр Одеська область. Військовослужбовець добровольчого батальйону ЗС України (підрозділ — не уточнено). Народився у родині сільського священика. У сім'ї було п'ятеро синів, Богдан — найстарший. Закінчив навчання в Одеській духовній семінарії та, як і батько, став священиком Української православної церкви (МП). Прибув із дружиною у Турію. Тут він всіма силами служив громаді, зокрема відвідував школи, будинок літніх людей, де докладав зусиль для опіки за його мешканцями. Був великим патріотом України. Саме він та отець Полікарп із Пурпурівки першими на Новомиргородщині почали читати Євангеліє та окремі молитви українською мовою — ще до Революції гідності і без погодження з єпископатом. Після служіння в Турії разом із родиною переїхав у Дніпро, де служив у храмі Преподобного Агапіта Печерського при лікарні, а також у капличці при слідчому ізоляторі. Також за сумісництвом відпрацьовував менеджером у ритуальній службі. У квітні, склавши сан, пішов добровольцем до ЗС України. | 16 липня 2022             | Загинув внаслідок потрапляння російської міни у бліндаж, де він перебував (місце — не уточнено). |
| 7750                                            |                  | Романець Руслан Володимирович                   | Солдат, військовослужбовець ЗС України (підрозділ — не уточнено). | 16 липня 2022             | Загинув у боях із російськими окупантами в ході відбиття російського вторгнення в Україну (місце — не уточнено). Нагороджений орденом «За мужність» III ступеня (посмертно). |
| 7751 … 7774                                     |                  | Україна                                         | Військовослужбовці ЗС України. | 16 липня 2022             | (для доповнення за 16 липня 2022 року) |
| Додатково (згідно з Указами Президента України) |                  |                                                 | |                           | |
|                                                 |                  | Уруп Олександр Костянтинович                    | 63 роки, с. Залісці, Хмельницька область. Капітан, військовослужбовець ЗС України (підрозділ — не уточнено). | До 21 червня 2022         | Загинув у боях із російськими окупантами в ході відбиття російського вторгнення в Україну (місце — не уточнено). Нагороджений орденом «Богдана Хмельницького» III ступеня (посмертно). Похований в селі Залісці. |
|                                                 |                  | Андросов Євген Павлович                         | Молодший сержант, військовослужбовець 36 ОБрМП, гранатометник. | 1 червня 2022             | Загинув у боях із російськими окупантами в ході відбиття російського вторгнення в Україну (місце — не уточнено). Нагороджений орденом «За мужність» III ступеня (посмертно). |
|                                                 |                  | Бабешко Олександр Віталійович                   | 2000, м. Павлоград. Солдат, військовослужбовець ЗС України (підрозділ — не уточнено). | (дата підлягає уточненню) | Загинув у боях із російськими окупантами в ході відбиття російського вторгнення в Україну (місце — не уточнено). Нагороджений орденом «За мужність» III ступеня (посмертно). |
|                                                 |                  | Бондар Анатолій Іванович                        | Старший солдат, військовослужбовець ЗС України (підрозділ — не уточнено). | (дата підлягає уточненню) | Загинув у боях із російськими окупантами в ході відбиття російського вторгнення в Україну (місце — не уточнено). Нагороджений орденом «За мужність» III ступеня (посмертно). |
|                                                 |                  | Бучила Сергій Григорович                        | 34 роки, с. Мала Вільшанка. Молодший сержант. Проходив строкову військову службу в Збройних силах України з 2006—2007 роках. У 2015 році був призваний до Збройних сил України під час мобілізації. У 2016—2017 роках перебував на службі у 57 бригаді за контрактом. Був Учасником АТО. | До 18 травня 2022         | Загинув у боях із російськими окупантами в ході відбиття російського вторгнення в Україну (місце — не уточнено). Нагороджений орденом «За мужність» III ступеня (посмертно). |
|                                                 |                  | Верекета Олександр Миколайович                  | 28 лютого 1975, Немирів Вінницька область. Солдат, у 2015—2016 служив в АТО. | 10 червня 2022            | Загинув у боях із російськими окупантами в ході відбиття російського вторгнення в Україну (місце — не уточнено). Нагороджений орденом «За мужність» III ступеня (посмертно). |
|                                                 |                  | Данилів Дмитро Романович                        | 29 жовтня 1966, с. Труханів Сколівський район Львівська область. Навчався в Труханівській середній школі, а згодом у Львівському ПТУ № 52 (зараз – Міжрегіональне ВПУ залізничного транспорту), де освоїв професію провідника пасажирських поїздів. З 1985 по 1987 роки служив в армії де отримав звання сержанта. Після служби в армії, працював провідником потягів. Працював у ДП “Сколівське лісове господарство”. Працюючи за кордоном, у Польщі, дізнався про вторгнення російських військ в Україну і негайно повернувся додому та став до лав ЗСУ. Старший солдат, військовослужбовець 80 ОДШБр. | 10 червня 2022            | Загинув під час виконання бойового завдання в Богородичному під Краматорськом на Донеччині. Нагороджений орденом «За мужність» III ступеня (посмертно) та званням “Почесний громадянин Сколівщини” . |
|                                                 |                  | Івченко Сергій Сергійович                       | м. Березівка, Одеська область. Старший матрос, військовослужбовець ЗС України (підрозділ — не уточнено). | (дата підлягає уточненню) | Загинув при виконанні бойового завдання в районі села Біла Криниця. Нагороджений орденом «За мужність» III ступеня (посмертно). |
|                                                 |                  | Корнієнко Микола Миколайович                    | 23 травня 1992, с. Біленьке Білгород-Дністровського району. Навчався в місцевій школі, після її закінчення вступив до аграрного технікуму міста Білгород-Дністровський на факультет «Екологія». Після закінчення технікуму пішов на військову службу по контракту. Головний корабельний старшина, військовослужбовець ВМС ЗС України (підрозділ — не уточнено). | 5 червня 2022             | Загинув під час виконання чергового бойового завдання в акваторії Чорного моря. Нагороджений орденом «За мужність» III ступеня (посмертно). |
|                                                 |                  | Носков Олександр Володимирович                  | Матрос, військовослужбовець ВМС ЗС України (підрозділ — не уточнено). | (дата підлягає уточненню) | Загинув у боях із російськими окупантами в ході відбиття російського вторгнення в Україну (місце — не уточнено). Нагороджений орденом «За мужність» III ступеня (посмертно). |
|                                                 |                  | Щитов Дмитро Миколайович                        | 31 рік. Старший матрос, військовослужбовець ВМС ЗС України, 35 ОБРМп. | весна 2022                | Загинув у боях із російськими окупантами в ході відбиття російського вторгнення в Україну (місце — не уточнено). Нагороджений орденом «За мужність» III ступеня (посмертно). |
|                                                 |                  | Кулик Олександр Анатолійович                    | Старший лейтенант, військовослужбовець ЗС України (підрозділ — не уточнено). | (дата підлягає уточненню) | Загинув у боях із російськими окупантами в ході відбиття російського вторгнення в Україну (місце — не уточнено). Нагороджений орденом «За мужність» III ступеня (посмертно). |
|                                                 |                  | Мельник Ігор Васильович                         | 14 березня 1975, м. Тернопіль. Солдат, військовослужбовець ЗС України (підрозділ — не уточнено). Почесний громадянин міста Тернополя. | 29 травня 2022            | Загинув у боях із російськими окупантами в ході відбиття російського вторгнення в Україну у Запорізькій області. Нагороджений орденом «За мужність» III ступеня (посмертно). Похований 3 червня 2022 року на Алеї Героїв на Микулинецькому кладовищі м. Тернополя. |
|                                                 |                  | Пасько Віталій Вікторович                       | Солдат, військовослужбовець ЗС України (підрозділ — не уточнено). | (дата підлягає уточненню) | Загинув у боях із російськими окупантами в ході відбиття російського вторгнення в Україну (місце — не уточнено). Нагороджений орденом «За мужність» III ступеня (посмертно). |
|                                                 |                  | Резнер Олександр Олександрович                  | Солдат, військовослужбовець ЗС України (підрозділ — не уточнено). | (дата підлягає уточненню) | Загинув у боях із російськими окупантами в ході відбиття російського вторгнення в Україну (місце — не уточнено). Нагороджений орденом «За мужність» III ступеня (посмертно). |
|                                                 |                  | Русін Михайло Сергійович                        | Солдат, військовослужбовець ЗС України (підрозділ — не уточнено). | (дата підлягає уточненню) | Загинув у боях із російськими окупантами в ході відбиття російського вторгнення в Україну (місце — не уточнено). Нагороджений орденом «За мужність» III ступеня (посмертно). |
|                                                 |                  | Соколов Павло Сергійович                        | Старший солдат, військовослужбовець ЗС України (підрозділ — не уточнено). | (дата підлягає уточненню) | Загинув у боях із російськими окупантами в ході відбиття російського вторгнення в Україну (місце — не уточнено). Нагороджений орденом «За мужність» III ступеня (посмертно). |
|                                                 |                  | Чуприна Дмитро Миколайович                      | Солдат, військовослужбовець ЗС України (підрозділ — не уточнено). | (дата підлягає уточненню) | Загинув у боях із російськими окупантами в ході відбиття російського вторгнення в Україну (місце — не уточнено). Нагороджений орденом «За мужність» III ступеня (посмертно). |
|                                                 |                  | Шерстюченко Дмитро Ігорович                     | Солдат, військовослужбовець ЗС України (підрозділ — не уточнено). | (дата підлягає уточненню) | Загинув у боях із російськими окупантами в ході відбиття російського вторгнення в Україну (місце — не уточнено). Нагороджений орденом «За мужність» III ступеня (посмертно). |
|                                                 |                  | Пам'ятничий Юрій Вікторович                     | Сержант, військовослужбовець ЗС України (підрозділ — не уточнено). | (дата підлягає уточненню) | Загинув у боях із російськими окупантами в ході відбиття російського вторгнення в Україну (місце — не уточнено). Нагороджений орденом «За мужність» I ступеня (посмертно). |
|                                                 |                  | Блажко Ярослав Олександрович                    | Старший солдат, військовослужбовець ЗС України (підрозділ — не уточнено). Був нагороджений орденом «За мужність» III ступеня (04.04.2022). | 2 травня 2022             | Загинув у боях із російськими окупантами в ході відбиття російського вторгнення в Україну (місце — не уточнено). Нагороджений орденом «За мужність» II ступеня (посмертно). |
|                                                 |                  | Юрічук Роман Сергійович                         | с. Пригородок Дністровський район Чернівецька область. Солдат, військовослужбовець ЗС України (підрозділ — не уточнено). Учасник АТО. Воював за Луганський аеропорт, де був важко поранений. Після російського вторгнення в Україну знову вирушив боронити Україну, попри те, що за станом здоров'я міг не йти на фронт. | (дата підлягає уточненню) | Згідно повідомлення Чернівецького обласного ТЦК та СП, військовослужбовець загинув у боях із російськими окупантами в ході відбиття російського вторгнення в Україну (місце — не уточнено). Похований 15 травня 2022 року в с. Пригородок. Нагороджений орденом «За мужність» II ступеня (посмертно). |
|                                                 |                  | Багачук Василь Іванович                         | 21.06.2000, Хмельницька область. Солдат, 79 ОДШБр. | 24 травня 2022            | Загинув у боях із російськими окупантами в ході відбиття російського вторгнення в Україну (місце — не уточнено). Нагороджений орденом «За мужність» III ступеня (посмертно). |
|                                                 |                  | Бауер Микола Іванович                           | м. Глибока, Чернівецька область. Старший солдат, військовослужбовець ЗС України (підрозділ — не уточнено). | 8 травня 2022             | Загинув у боях в Луганській області. Нагороджений орденом «За мужність» III ступеня (посмертно). |
|                                                 |                  | Братковецький В'ячеслав Миколайович             | 19.04.1982. Солдат, військовослужбовець ЗС України (підрозділ — не уточнено). | 16 травня 2022            | Загинув у боях із російськими окупантами в ході відбиття російського вторгнення в Україну (місце — не уточнено). Нагороджений орденом «За мужність» III ступеня (посмертно). |
|                                                 |                  | Бурденюк Ігор Анатолійович                      | 23.07.1992, с. Шипинці Чернівецької області. Солдат, військовослужбовець ЗС України (підрозділ — не уточнено). | 8 травня 2022             | Загинув у боях із російськими окупантами в ході відбиття російського вторгнення в Україну (місце — не уточнено). Нагороджений орденом «За мужність» III ступеня (посмертно). |
|                                                 |                  | Візенгер Олександр Володимирович                | 1988, с. Заньки Житомирської області. Старший солдат, військовослужбовець 1-шої окремої бригади спеціального призначення ім. Івана Богуна | 3 травня 2022             | Загинув у боях із російськими окупантами в ході відбиття російського вторгнення в Україну (місце — не уточнено). Нагороджений орденом «За мужність» III ступеня (посмертно). |
|                                                 |                  | Гоцкий Олександр Олександрович                  | 26.08.1997. Солдат, служив з 29 листопада 2019, служив навідником першого десантно-штурмового відділення першого штурмового взводу шостого десантно-штурмового батальйону військової частини А0284. | 24 травня 2022            | Загинув в селі Берестове, Бахмутського району, Донецької області при виконанні військового обов’язку від вибухових травм. Нагороджений орденом «За мужність» III ступеня (посмертно). |
|                                                 |                  | Дмитрина Назар Васильович                       | 23.08.2003, Сатанів, Хмельницька область. У 2021 році був призваний на строкову службу в армію. Служив у військовій частині міста Чернівці. Потім підписав контракт. Солдат, був водієм десантно-штурмового відділення другого десантно-штурмового взводу | 7 травня 2022             | Загинув у селі Серебрянка Бахмутського району Донецької області. Нагороджений орденом «За мужність» III ступеня (посмертно). |
|                                                 |                  | Єременко Сергій Володимирович                   | 27 квітня 1979, м. Ковель. Солдат, військовослужбовець ЗС України (підрозділ — не уточнено). | 9 травня 2022             | Загинув від обстрілу касетними боєприпасами в селі Золотарівка Луганської області. Нагороджений орденом «За мужність» III ступеня (посмертно). |
|                                                 |                  | Зубов Костянтин Сергійович                      | Головний сержант, військовослужбовець ЗС України (підрозділ — не уточнено). | (дата підлягає уточненню) | Загинув у боях із російськими окупантами в ході відбиття російського вторгнення в Україну (місце — не уточнено). Нагороджений орденом «За мужність» III ступеня (посмертно). |
|                                                 |                  | Кичера Станіслав Михайлович                     | Родом з Закарпаття, але проживав в м. Борислав. Солдат, військовослужбовець ЗС України (підрозділ — не уточнено). | (дата підлягає уточненню) | Загинув у боях поблизу Сіверська Донецької області. Нагороджений орденом «За мужність» III ступеня (посмертно). |
|                                                 |                  | Лемешко Григорій Аркадійович                    | 17.06.1977, с. Вигнанка, Житомирська область. Старший солдат, військовослужбовець 1-шої окремої бригади спеціального призначення ім. Івана Богуна. | (дата підлягає уточненню) | Загинув біля Новгород-Сіверського внаслідок артобстрілу. Нагороджений орденом «За мужність» III ступеня (посмертно). |
|                                                 |                  | Максимяк Олександр Віталійович                  | 16.11.1983, с. Скоморохи. Молодший сержант, військовослужбовець ЗС України (підрозділ — не уточнено). | 24 травня 2022            | Загинув у боях із російськими окупантами в ході відбиття російського вторгнення в Україну (місце — не уточнено). Нагороджений орденом «За мужність» III ступеня (посмертно). |
|                                                 |                  | Матей Михайло Васильович                        | Старший солдат, військовослужбовець ЗС України (підрозділ — не уточнено). | (дата підлягає уточненню) | Загинув у боях із російськими окупантами в ході відбиття російського вторгнення в Україну (місце — не уточнено). Нагороджений орденом «За мужність» III ступеня (посмертно). |
|                                                 |                  | Наконечний Андрій Романович                     | 23 вересня 1976, м. Радехів. З 1982 року по 1993 рік навчався в Радехівській середній школі №1. У 1993 році вступив у Львівський державний інститут фізичної культури і спорту, який закінчив у 1998 році за спеціальністю «Викладач фізичної культури та спорту». Після закінчення інституту майже 10 років працював вчителем фізичної культури Барилівської основної школи, а згодом Вузлівського природничо-економічного ліцею.Був учасником подій на Майдані. А з 14 травня 2015 року був військовослужбовцем військової частини № 3017 НГУ міста Харкова, та брав безпосередню участь в АТО в Луганській області (селище Кримське). 20 липня 2016 року був демобілізований. Солдат, військовослужбовець ЗС України (підрозділ — не уточнено). | 30 травня 2022            | Загинув в місті Бахмут Донецької області. Нагороджений орденом «За мужність» III ступеня (посмертно). Похований в рідному Радехові . |
|                                                 |                  | Нестерюк Юрій Сафронович                        | Головний сержант, військовослужбовець ЗС України (підрозділ — не уточнено). | (дата підлягає уточненню) | Загинув у боях із російськими окупантами в ході відбиття російського вторгнення в Україну (місце — не уточнено). Нагороджений орденом «За мужність» III ступеня (посмертно). |
|                                                 |                  | Павліченко Ярослав Вячеславович                 | Солдат, військовослужбовець ЗС України (підрозділ — не уточнено). | (дата підлягає уточненню) | Загинув у боях із російськими окупантами в ході відбиття російського вторгнення в Україну (місце — не уточнено). Нагороджений орденом «За мужність» III ступеня (посмертно). |
|                                                 |                  | Пінчук Давид Степанович                         | Старший солдат, військовослужбовець ЗС України (підрозділ — не уточнено). | (дата підлягає уточненню) | Загинув у боях із російськими окупантами в ході відбиття російського вторгнення в Україну (місце — не уточнено). Нагороджений орденом «За мужність» III ступеня (посмертно). |
|                                                 |                  | Портман Олексій Ігорович                        | Солдат, військовослужбовець ЗС України (підрозділ — не уточнено). | (дата підлягає уточненню) | Загинув у боях із російськими окупантами в ході відбиття російського вторгнення в Україну (місце — не уточнено). Нагороджений орденом «За мужність» III ступеня (посмертно). |
|                                                 |                  | Прозоровський Руслан Юрійович                   | Молодший сержант, військовослужбовець ЗС України (підрозділ — не уточнено). | (дата підлягає уточненню) | Загинув у боях із російськими окупантами в ході відбиття російського вторгнення в Україну (місце — не уточнено). Нагороджений орденом «За мужність» III ступеня (посмертно). |
|                                                 |                  | Рачук Степан Васильович                         | с. Рукшин Дністровський район Чернівецька область. Старший солдат, військовослужбовець ЗС України (підрозділ — не уточнено). | (дата підлягає уточненню) | Згідно повідомлення Чернівецького обласного ТЦК та СП, військовослужбовець загинув у боях із російськими окупантами в ході відбиття російського вторгнення в Україну (місце — не уточнено). Похований 16 травня 2022 року в с. Рукшин. Нагороджений орденом «За мужність» III ступеня (посмертно). |
|                                                 |                  | Шуфрин Андрій Іванович                          | Старший сержант, військовослужбовець ЗС України (підрозділ — не уточнено). | (дата підлягає уточненню) | Загинув у боях із російськими окупантами в ході відбиття російського вторгнення в Україну (місце — не уточнено). Нагороджений орденом «За мужність» III ступеня (посмертно). |
|                                                 |                  | Дворніцький Вячеслав Вікторович                 | Капітан, військовослужбовець ЗС України (підрозділ — не уточнено). | (дата підлягає уточненню) | Загинув у боях із російськими окупантами в ході відбиття російського вторгнення в Україну (місце — не уточнено). Нагороджений орденом «Богдана Хмельницького» III ступеня (посмертно). |
|                                                 |                  | Литвинюк Роман Михайлович                       | Старший лейтенант, військовослужбовець ЗС України (підрозділ — не уточнено). | (дата підлягає уточненню) | Загинув у боях із російськими окупантами в ході відбиття російського вторгнення в Україну (місце — не уточнено). Нагороджений орденом «Богдана Хмельницького» III ступеня (посмертно). |
|                                                 |                  | Камінський Дмитро Сергійович                    | Старший солдат, військовослужбовець ЗС України (підрозділ — не уточнено). | (дата підлягає уточненню) | Загинув у боях із російськими окупантами в ході відбиття російського вторгнення в Україну (місце — не уточнено). Нагороджений орденом «За мужність» II ступеня (посмертно). |
|                                                 |                  | Артемчук Петро Олексійович                      | Старший солдат, військовослужбовець ЗС України (підрозділ — не уточнено). | (дата підлягає уточненню) | Загинув у боях із російськими окупантами в ході відбиття російського вторгнення в Україну (місце — не уточнено). Нагороджений орденом «За мужність» III ступеня (посмертно). |
|                                                 |                  | Ацеховський Олег Сергійович                     | Солдат, військовослужбовець ЗС України (підрозділ — не уточнено). | (дата підлягає уточненню) | Загинув у боях із російськими окупантами в ході відбиття російського вторгнення в Україну (місце — не уточнено). Нагороджений орденом «За мужність» III ступеня (посмертно). |
|                                                 |                  | Бондар В'ячеслав Іванович («Старий»)            | 29 липня 1976, м. Житомир. Після закінчення Житомирського ВПУ № 17 працював техніком-технологом верстатного профілю. Від 2015 року в Збройних силах України. Учасник АТО/ООС. Брав участь в боях за Маріуполь та інші населені пункти сходу України. У 2019 році за станом здоров'я пішов на пенсію. Старший сержант, військовослужбовець ЗС України (підрозділ — не уточнено). | 29 квітня 2022            | Загинув у боях із російськими окупантами в ході відбиття російського вторгнення в Україну (місце — не уточнено). Нагороджений орденом «За мужність» III ступеня (посмертно). |
|                                                 |                  | Брага Максим Володимирович                      | Солдат, військовослужбовець ЗС України (підрозділ — не уточнено). | (дата підлягає уточненню) | Загинув у боях із російськими окупантами в ході відбиття російського вторгнення в Україну (місце — не уточнено). Нагороджений орденом «За мужність» III ступеня (посмертно). |
|                                                 |                  | Брідня Олексій Миколайович                      | Солдат, військовослужбовець ЗС України (підрозділ — не уточнено). | (дата підлягає уточненню) | Загинув у боях із російськими окупантами в ході відбиття російського вторгнення в Україну (місце — не уточнено). Нагороджений орденом «За мужність» III ступеня (посмертно). |
|                                                 |                  | Бутрик Андрій Аркадійович                       | Молодший сержант, військовослужбовець ЗС України (підрозділ — не уточнено). | (дата підлягає уточненню) | Загинув у боях із російськими окупантами в ході відбиття російського вторгнення в Україну (місце — не уточнено). Нагороджений орденом «За мужність» III ступеня (посмертно). |
|                                                 |                  | Владик Сергій Сергійович                        | Солдат, військовослужбовець ЗС України (підрозділ — не уточнено). | (дата підлягає уточненню) | Загинув у боях із російськими окупантами в ході відбиття російського вторгнення в Україну (місце — не уточнено). Нагороджений орденом «За мужність» III ступеня (посмертно). |
|                                                 |                  | Водополов Артем Сергійович                      | Солдат, військовослужбовець ЗС України (підрозділ — не уточнено). | (дата підлягає уточненню) | Загинув у боях із російськими окупантами в ході відбиття російського вторгнення в Україну (місце — не уточнено). Нагороджений орденом «За мужність» III ступеня (посмертно). |
|                                                 |                  | Войченко Микола Васильович                      | Солдат, військовослужбовець ЗС України (підрозділ — не уточнено). | (дата підлягає уточненню) | Загинув у боях із російськими окупантами в ході відбиття російського вторгнення в Україну (місце — не уточнено). Нагороджений орденом «За мужність» III ступеня (посмертно). |
|                                                 |                  | Голубенко Олександр Олексійович                 | Сержант, військовослужбовець ЗС України (підрозділ — не уточнено). | (дата підлягає уточненню) | Загинув у боях із російськими окупантами в ході відбиття російського вторгнення в Україну (місце — не уточнено). Нагороджений орденом «За мужність» III ступеня (посмертно). |
|                                                 |                  | Горелка Дмитро Олександрович                    | Старший солдат, військовослужбовець ЗС України (підрозділ — не уточнено). | (дата підлягає уточненню) | Загинув у боях із російськими окупантами в ході відбиття російського вторгнення в Україну (місце — не уточнено). Нагороджений орденом «За мужність» III ступеня (посмертно). |
|                                                 |                  | Гулько Вадим Володимирович                      | Солдат, військовослужбовець ЗС України (підрозділ — не уточнено). | (дата підлягає уточненню) | Загинув у боях із російськими окупантами в ході відбиття російського вторгнення в Україну (місце — не уточнено). Нагороджений орденом «За мужність» III ступеня (посмертно). |
|                                                 |                  | Дараган Віталій Григорович                      | Молодший сержант, військовослужбовець ЗС України (підрозділ — не уточнено). | (дата підлягає уточненню) | Загинув у боях із російськими окупантами в ході відбиття російського вторгнення в Україну (місце — не уточнено). Нагороджений орденом «За мужність» III ступеня (посмертно). |
|                                                 |                  | Дезік Олександр Олександрович                   | Старший солдат, військовослужбовець ЗС України (підрозділ — не уточнено). | (дата підлягає уточненню) | Загинув у боях із російськими окупантами в ході відбиття російського вторгнення в Україну (місце — не уточнено). Нагороджений орденом «За мужність» III ступеня (посмертно). |
|                                                 |                  | Діденко Олександр Павлович                      | Солдат, військовослужбовець ЗС України (підрозділ — не уточнено). | (дата підлягає уточненню) | Загинув у боях із російськими окупантами в ході відбиття російського вторгнення в Україну (місце — не уточнено). Нагороджений орденом «За мужність» III ступеня (посмертно). |
|                                                 |                  | Жолудь Григорій Євгенійович                     | Солдат, військовослужбовець ЗС України (підрозділ — не уточнено). | (дата підлягає уточненню) | Загинув у боях із російськими окупантами в ході відбиття російського вторгнення в Україну (місце — не уточнено). Нагороджений орденом «За мужність» III ступеня (посмертно). |
|                                                 |                  | Зданевич Богдан Юрійович                        | Старший солдат, військовослужбовець ЗС України (підрозділ — не уточнено). | (дата підлягає уточненню) | Загинув у боях із російськими окупантами в ході відбиття російського вторгнення в Україну (місце — не уточнено). Нагороджений орденом «За мужність» III ступеня (посмертно). |
|                                                 |                  | Зуєв Кирило Ігорович                            | Старший солдат, військовослужбовець ЗС України (підрозділ — не уточнено). | (дата підлягає уточненню) | Загинув у боях із російськими окупантами в ході відбиття російського вторгнення в Україну (місце — не уточнено). Нагороджений орденом «За мужність» III ступеня (посмертно). |
|                                                 |                  | Капелька Володимир Олександрович                | Солдат, військовослужбовець ЗС України (підрозділ — не уточнено). | (дата підлягає уточненню) | Загинув у боях із російськими окупантами в ході відбиття російського вторгнення в Україну (місце — не уточнено). Нагороджений орденом «За мужність» III ступеня (посмертно). |
|                                                 |                  | Картавий Олександр Олександрович                | Старший солдат, військовослужбовець ЗС України (підрозділ — не уточнено). | (дата підлягає уточненню) | Загинув у боях із російськими окупантами в ході відбиття російського вторгнення в Україну (місце — не уточнено). Нагороджений орденом «За мужність» III ступеня (посмертно). |
|                                                 |                  | Коверняга Михайло Олегович                      | Солдат, військовослужбовець ЗС України (підрозділ — не уточнено). | (дата підлягає уточненню) | Загинув у боях із російськими окупантами в ході відбиття російського вторгнення в Україну (місце — не уточнено). Нагороджений орденом «За мужність» III ступеня (посмертно). |
|                                                 |                  | Копитько Іван Леонідович                        | Солдат, військовослужбовець ЗС України (підрозділ — не уточнено). | (дата підлягає уточненню) | Загинув у боях із російськими окупантами в ході відбиття російського вторгнення в Україну (місце — не уточнено). Нагороджений орденом «За мужність» III ступеня (посмертно). |
|                                                 |                  | Коробчук Анатолій Володимирович                 | Старший сержант, військовослужбовець ЗС України (підрозділ — не уточнено). | (дата підлягає уточненню) | Загинув у боях із російськими окупантами в ході відбиття російського вторгнення в Україну (місце — не уточнено). Нагороджений орденом «За мужність» III ступеня (посмертно). |
|                                                 |                  | Костенко Сергій Леонідович                      | Сержант, військовослужбовець ЗС України (підрозділ — не уточнено). | (дата підлягає уточненню) | Загинув у боях із російськими окупантами в ході відбиття російського вторгнення в Україну (місце — не уточнено). Нагороджений орденом «За мужність» III ступеня (посмертно). |
|                                                 |                  | Крачковський Євгеній Юрійович                   | Солдат, військовослужбовець ЗС України (підрозділ — не уточнено). | (дата підлягає уточненню) | Загинув у боях із російськими окупантами в ході відбиття російського вторгнення в Україну (місце — не уточнено). Нагороджений орденом «За мужність» III ступеня (посмертно). |
|                                                 |                  | Куделя Андрій Віталійович                       | Солдат, військовослужбовець ЗС України (підрозділ — не уточнено). | (дата підлягає уточненню) | Загинув у боях із російськими окупантами в ході відбиття російського вторгнення в Україну (місце — не уточнено). Нагороджений орденом «За мужність» III ступеня (посмертно). |
|                                                 |                  | Кузьменко Сергій Михайлович                     | Молодший сержант, військовослужбовець ЗС України (підрозділ — не уточнено). | (дата підлягає уточненню) | Загинув у боях із російськими окупантами в ході відбиття російського вторгнення в Україну (місце — не уточнено). Нагороджений орденом «За мужність» III ступеня (посмертно). |
|                                                 |                  | Лозинський Дмитро Вікторович                    | Солдат, військовослужбовець ЗС України (підрозділ — не уточнено). | (дата підлягає уточненню) | Загинув у боях із російськими окупантами в ході відбиття російського вторгнення в Україну (місце — не уточнено). Нагороджений орденом «За мужність» III ступеня (посмертно). |
|                                                 |                  | Мельниченко Олександр Степанович                | Солдат, військовослужбовець ЗС України (підрозділ — не уточнено). | (дата підлягає уточненню) | Загинув у боях із російськими окупантами в ході відбиття російського вторгнення в Україну (місце — не уточнено). Нагороджений орденом «За мужність» III ступеня (посмертно). |
|                                                 |                  | Мігдаль Сергій Валентинович                     | Сержант, військовослужбовець ЗС України (підрозділ — не уточнено). | (дата підлягає уточненню) | Загинув у боях із російськими окупантами в ході відбиття російського вторгнення в Україну (місце — не уточнено). Нагороджений орденом «За мужність» III ступеня (посмертно). |
|                                                 |                  | Наумов Михайло Вячеславович                     | Солдат, військовослужбовець ЗС України (підрозділ — не уточнено). | (дата підлягає уточненню) | Загинув у боях із російськими окупантами в ході відбиття російського вторгнення в Україну (місце — не уточнено). Нагороджений орденом «За мужність» III ступеня (посмертно). |
|                                                 |                  | Нечитайло Геннадій Вікторович                   | Солдат, військовослужбовець ЗС України (підрозділ — не уточнено). | (дата підлягає уточненню) | Загинув у боях із російськими окупантами в ході відбиття російського вторгнення в Україну (місце — не уточнено). Нагороджений орденом «За мужність» III ступеня (посмертно). |
|                                                 |                  | Олійник Богдан Святославович                    | Солдат, військовослужбовець ЗС України (підрозділ — не уточнено). | (дата підлягає уточненню) | Загинув у боях із російськими окупантами в ході відбиття російського вторгнення в Україну (місце — не уточнено). Нагороджений орденом «За мужність» III ступеня (посмертно). |
|                                                 |                  | Ординський Юрій Миколайович                     | Солдат, військовослужбовець ЗС України (підрозділ — не уточнено). | (дата підлягає уточненню) | Загинув у боях із російськими окупантами в ході відбиття російського вторгнення в Україну (місце — не уточнено). Нагороджений орденом «За мужність» III ступеня (посмертно). |
|                                                 |                  | Осадчук Віктор Миколайович                      | Старший солдат, військовослужбовець ЗС України (підрозділ — не уточнено). | (дата підлягає уточненню) | Загинув у боях із російськими окупантами в ході відбиття російського вторгнення в Україну (місце — не уточнено). Нагороджений орденом «За мужність» III ступеня (посмертно). |
|                                                 |                  | Осаульчик Володимир Миколайович                 | Солдат, військовослужбовець ЗС України (підрозділ — не уточнено). | (дата підлягає уточненню) | Загинув у боях із російськими окупантами в ході відбиття російського вторгнення в Україну (місце — не уточнено). Нагороджений орденом «За мужність» III ступеня (посмертно). |
|                                                 |                  | Парфенюк Віктор Степанович                      | Молодший сержант, військовослужбовець ЗС України (підрозділ — не уточнено). | (дата підлягає уточненню) | Загинув у боях із російськими окупантами в ході відбиття російського вторгнення в Україну (місце — не уточнено). Нагороджений орденом «За мужність» III ступеня (посмертно). |
|                                                 |                  | Перлик Руслан Сергійович                        | Солдат, військовослужбовець ЗС України (підрозділ — не уточнено). | (дата підлягає уточненню) | Загинув у боях із російськими окупантами в ході відбиття російського вторгнення в Україну (місце — не уточнено). Нагороджений орденом «За мужність» III ступеня (посмертно). |
|                                                 |                  | Писаренко Владислав Олегович                    | Солдат, військовослужбовець ЗС України (підрозділ — не уточнено). | (дата підлягає уточненню) | Загинув у боях із російськими окупантами в ході відбиття російського вторгнення в Україну (місце — не уточнено). Нагороджений орденом «За мужність» III ступеня (посмертно). |
|                                                 |                  | Приходько Євгеній Олексійович                   | Солдат, військовослужбовець ЗС України (підрозділ — не уточнено). | (дата підлягає уточненню) | Загинув у боях із російськими окупантами в ході відбиття російського вторгнення в Україну (місце — не уточнено). Нагороджений орденом «За мужність» III ступеня (посмертно). |
|                                                 |                  | Расько Андрій Олександрович                     | Солдат, військовослужбовець ЗС України (підрозділ — не уточнено). | (дата підлягає уточненню) | Загинув у боях із російськими окупантами в ході відбиття російського вторгнення в Україну (місце — не уточнено). Нагороджений орденом «За мужність» III ступеня (посмертно). |
|                                                 |                  | Резніченко Сергій Олегович                      | Солдат, військовослужбовець ЗС України (підрозділ — не уточнено). | (дата підлягає уточненню) | Загинув у боях із російськими окупантами в ході відбиття російського вторгнення в Україну (місце — не уточнено). Нагороджений орденом «За мужність» III ступеня (посмертно). |
|                                                 |                  | Решетняк Євген Володимирович                    | Молодший сержант, військовослужбовець ЗС України (підрозділ — не уточнено). | (дата підлягає уточненню) | Загинув у боях із російськими окупантами в ході відбиття російського вторгнення в Україну (місце — не уточнено). Нагороджений орденом «За мужність» III ступеня (посмертно). |
|                                                 |                  | Романенко Павло Сергійович                      | Молодший сержант, військовослужбовець ЗС України (підрозділ — не уточнено). | (дата підлягає уточненню) | Загинув у боях із російськими окупантами в ході відбиття російського вторгнення в Україну (місце — не уточнено). Нагороджений орденом «За мужність» III ступеня (посмертно). |
|                                                 |                  | Сичов Олексій Юрійович                          | Солдат, військовослужбовець ЗС України (підрозділ — не уточнено). | (дата підлягає уточненню) | Загинув у боях із російськими окупантами в ході відбиття російського вторгнення в Україну (місце — не уточнено). Нагороджений орденом «За мужність» III ступеня (посмертно). |
|                                                 |                  | Тимощук Петро Васильович                        | Солдат, військовослужбовець ЗС України (підрозділ — не уточнено). | (дата підлягає уточненню) | Загинув у боях із російськими окупантами в ході відбиття російського вторгнення в Україну (місце — не уточнено). Нагороджений орденом «За мужність» III ступеня (посмертно). |
|                                                 |                  | Туманов Костянтин Олександрович                 | 1 квітня 1981, м. Дніпро. У 2002 р. одружився і мешкав в селі Любимівка. Працював на СТО автослюсарем. Сержант, військовослужбовець ЗС України (підрозділ — не уточнено). | 15 квітня 2022            | Загинув у боях із російськими окупантами в ході відбиття російського вторгнення в Україну (місце — не уточнено). Нагороджений орденом «За мужність» III ступеня (посмертно). |
|                                                 |                  | Федько Богдан Олександрович                     | 26 грудня 1996, с. Хмелів Роменського району Сумської області. Старший солдат, 95ОДШБр. | 11 травня 2022            | Загинув в селі Довгеньке Харківській області. Нагороджений орденом «За мужність» III ступеня (посмертно). |
|                                                 |                  | Фіалковський Микола Іванович                    | Головний сержант, військовослужбовець ЗС України (підрозділ — не уточнено). | (дата підлягає уточненню) | Загинув у боях із російськими окупантами в ході відбиття російського вторгнення в Україну (місце — не уточнено). Нагороджений орденом «За мужність» III ступеня (посмертно). |
|                                                 |                  | Червонець Андрій Михайлович                     | Старший сержант, військовослужбовець ЗС України (підрозділ — не уточнено). | (дата підлягає уточненню) | Загинув у боях із російськими окупантами в ході відбиття російського вторгнення в Україну (місце — не уточнено). Нагороджений орденом «За мужність» III ступеня (посмертно). |
|                                                 |                  | Чорнобай Ігор Михайлович                        | Солдат, військовослужбовець ЗС України (підрозділ — не уточнено). | (дата підлягає уточненню) | Загинув у боях із російськими окупантами в ході відбиття російського вторгнення в Україну (місце — не уточнено). Нагороджений орденом «За мужність» III ступеня (посмертно). |
|                                                 |                  | Шавурський Віталій Олександрович                | 14 лютого 1984 р.н. Житомирська обл., Житомирський р-н, с. Дениші. Учасник АТО. Солдат, військовослужбовець ЗС України 95 одшбр | 29.04.2022                | Загинув у боях із російськими окупантами в ході відбиття російського вторгнення в Україну поблизу н.п. Довгеньке Ізюмського р-ну Харківської обл. . Нагороджений орденом «За мужність» III ступеня (посмертно). |
|                                                 |                  | Швець Андрій Тарасович                          | Солдат, військовослужбовець ЗС України (підрозділ — не уточнено). | (дата підлягає уточненню) | Загинув у боях із російськими окупантами в ході відбиття російського вторгнення в Україну (місце — не уточнено). Нагороджений орденом «За мужність» III ступеня (посмертно). |
|                                                 |                  | Шевчук Микола Васильович                        | Штаб-сержант, військовослужбовець ЗС України (підрозділ — не уточнено). | (дата підлягає уточненню) | Загинув у боях із російськими окупантами в ході відбиття російського вторгнення в Україну (місце — не уточнено). Нагороджений орденом «За мужність» III ступеня (посмертно). |
|                                                 |                  | Шутенко Роман Юрійович                          | Сержант, військовослужбовець ЗС України (підрозділ — не уточнено). | (дата підлягає уточненню) | Загинув у боях із російськими окупантами в ході відбиття російського вторгнення в Україну (місце — не уточнено). Нагороджений орденом «За мужність» III ступеня (посмертно). |
|                                                 |                  | Яковець Дмитро Петрович                         | Старший солдат, військовослужбовець ЗС України (підрозділ — не уточнено). | (дата підлягає уточненню) | Загинув у боях із російськими окупантами в ході відбиття російського вторгнення в Україну (місце — не уточнено). Нагороджений орденом «За мужність» III ступеня (посмертно). |
|                                                 |                  | Лебедко Валерій Сергійович                      | Солдат, військовослужбовець ЗС України (підрозділ — не уточнено). | (дата підлягає уточненню) | Загинув у боях із російськими окупантами в ході відбиття російського вторгнення в Україну (місце — не уточнено). Нагороджений медаллю «Захиснику Вітчизни» (посмертно). |
|                                                 |                  | Барський Владислав Анатолійович                 | Старший лейтенант, військовослужбовець ЗС України (підрозділ — не уточнено). | (дата підлягає уточненню) | Загинув у боях із російськими окупантами в ході відбиття російського вторгнення в Україну (місце — не уточнено). Нагороджений орденом «Богдана Хмельницького» III ступеня (посмертно). |
|                                                 |                  | Котляр Ігор Олегович                            | Капітан, військовослужбовець ЗС України (підрозділ — не уточнено). | (дата підлягає уточненню) | Загинув у боях із російськими окупантами в ході відбиття російського вторгнення в Україну (місце — не уточнено). Нагороджений орденом «Богдана Хмельницького» III ступеня (посмертно). |
|                                                 |                  | Осадчук Сергій Іванович                         | Старший лейтенант, військовослужбовець ЗС України (підрозділ — не уточнено). | (дата підлягає уточненню) | Загинув у боях із російськими окупантами в ході відбиття російського вторгнення в Україну (місце — не уточнено). Нагороджений орденом «Богдана Хмельницького» III ступеня (посмертно). |
|                                                 |                  | Шалан Сергій Сергійович                         | Лейтенант, військовослужбовець ЗС України (підрозділ — не уточнено). | (дата підлягає уточненню) | Загинув у боях із російськими окупантами в ході відбиття російського вторгнення в Україну (місце — не уточнено). Нагороджений орденом «Богдана Хмельницького» III ступеня (посмертно). |
|                                                 |                  | Куриленко Андрій Петрович                       | Старший солдат, військовослужбовець ЗС України (підрозділ — не уточнено). | (дата підлягає уточненню) | Загинув у боях із російськими окупантами в ході відбиття російського вторгнення в Україну (місце — не уточнено). Нагороджений орденом «За мужність» II ступеня (посмертно). |
|                                                 |                  | Бабій Віталій Вікторович                        | Солдат, військовослужбовець ЗС України (підрозділ — не уточнено). | (дата підлягає уточненню) | Загинув у боях із російськими окупантами в ході відбиття російського вторгнення в Україну (місце — не уточнено). Нагороджений орденом «За мужність» III ступеня (посмертно). |
|                                                 |                  | Бережний Олександр Григорович                   | Головний сержант, військовослужбовець ЗС України (підрозділ — не уточнено). | (дата підлягає уточненню) | Загинув у боях із російськими окупантами в ході відбиття російського вторгнення в Україну (місце — не уточнено). Нагороджений орденом «За мужність» III ступеня (посмертно). |
|                                                 |                  | Берлізов Юрій Олександрович                     | Старший сержант, військовослужбовець ЗС України (підрозділ — не уточнено). | (дата підлягає уточненню) | Загинув у боях із російськими окупантами в ході відбиття російського вторгнення в Україну (місце — не уточнено). Нагороджений орденом «За мужність» III ступеня (посмертно). |
|                                                 |                  | Бочкар Віталій Вікторович                       | Штаб-сержант, військовослужбовець ЗС України (підрозділ — не уточнено). | (дата підлягає уточненню) | Загинув у боях із російськими окупантами в ході відбиття російського вторгнення в Україну (місце — не уточнено). Нагороджений орденом «За мужність» III ступеня (посмертно). |
|                                                 |                  | Гоков Сергій Вікторович                         | Сержант, військовослужбовець ЗС України (підрозділ — не уточнено). | (дата підлягає уточненню) | Загинув у боях із російськими окупантами в ході відбиття російського вторгнення в Україну (місце — не уточнено). Нагороджений орденом «За мужність» III ступеня (посмертно). |
|                                                 |                  | Головянко Денис Олександрович                   | Штаб-сержант, військовослужбовець ЗС України (підрозділ — не уточнено). | (дата підлягає уточненню) | Загинув у боях із російськими окупантами в ході відбиття російського вторгнення в Україну (місце — не уточнено). Нагороджений орденом «За мужність» III ступеня (посмертно). |
|                                                 |                  | Горьковий Роман Артемович                       | Старший матрос, військовослужбовець ЗС України (підрозділ — не уточнено). | (дата підлягає уточненню) | Загинув у боях із російськими окупантами в ході відбиття російського вторгнення в Україну (місце — не уточнено). Нагороджений орденом «За мужність» III ступеня (посмертно). |
|                                                 |                  | Дудка Василь Іванович                           | Штаб-сержант, військовослужбовець ЗС України (підрозділ — не уточнено). | (дата підлягає уточненню) | Загинув у боях із російськими окупантами в ході відбиття російського вторгнення в Україну (місце — не уточнено). Нагороджений орденом «За мужність» III ступеня (посмертно). |
|                                                 |                  | Дульський Денис Валентинович                    | Старший солдат, військовослужбовець ЗС України (підрозділ — не уточнено). | (дата підлягає уточненню) | Загинув у боях із російськими окупантами в ході відбиття російського вторгнення в Україну (місце — не уточнено). Нагороджений орденом «За мужність» III ступеня (посмертно). |
|                                                 |                  | Журавльов Роман Юрійович                        | Старший солдат, військовослужбовець ЗС України (підрозділ — не уточнено). | (дата підлягає уточненню) | Загинув у боях із російськими окупантами в ході відбиття російського вторгнення в Україну (місце — не уточнено). Нагороджений орденом «За мужність» III ступеня (посмертно). |
|                                                 |                  | Журба Ігор Миколайович                          | Солдат, військовослужбовець ЗС України (підрозділ — не уточнено). | (дата підлягає уточненню) | Загинув у боях із російськими окупантами в ході відбиття російського вторгнення в Україну (місце — не уточнено). Нагороджений орденом «За мужність» III ступеня (посмертно). |
|                                                 |                  | Загрунний Сергій Михайлович                     | Майстер-сержант, військовослужбовець ЗС України (підрозділ — не уточнено). | (дата підлягає уточненню) | Загинув у боях із російськими окупантами в ході відбиття російського вторгнення в Україну (місце — не уточнено). Нагороджений орденом «За мужність» III ступеня (посмертно). |
|                                                 |                  | Калиниченко Дмитро Володимирович                | Солдат, військовослужбовець ЗС України (підрозділ — не уточнено). | (дата підлягає уточненню) | Загинув у боях із російськими окупантами в ході відбиття російського вторгнення в Україну (місце — не уточнено). Нагороджений орденом «За мужність» III ступеня (посмертно). |
|                                                 |                  | Ковальов Олексій Іванович                       | Штаб-сержант, військовослужбовець ЗС України (підрозділ — не уточнено). | (дата підлягає уточненню) | Загинув у боях із російськими окупантами в ході відбиття російського вторгнення в Україну (місце — не уточнено). Нагороджений орденом «За мужність» III ступеня (посмертно). |
|                                                 |                  | Козирка Андрій Віталійович                      | Солдат, військовослужбовець ЗС України (підрозділ — не уточнено). | (дата підлягає уточненню) | Загинув у боях із російськими окупантами в ході відбиття російського вторгнення в Україну (місце — не уточнено). Нагороджений орденом «За мужність» III ступеня (посмертно). |
|                                                 |                  | Козирка Олександр Віталійович                   | Солдат, військовослужбовець ЗС України (підрозділ — не уточнено). | (дата підлягає уточненню) | Загинув у боях із російськими окупантами в ході відбиття російського вторгнення в Україну (місце — не уточнено). Нагороджений орденом «За мужність» III ступеня (посмертно). |
|                                                 |                  | Котляревський Радіон Юрійович                   | Солдат, військовослужбовець ЗС України (підрозділ — не уточнено). | (дата підлягає уточненню) | Загинув у боях із російськими окупантами в ході відбиття російського вторгнення в Україну (місце — не уточнено). Нагороджений орденом «За мужність» III ступеня (посмертно). |
|                                                 |                  | Кульманов Данило Миколайович                    | Солдат, військовослужбовець ЗС України (підрозділ — не уточнено). | (дата підлягає уточненню) | Загинув у боях із російськими окупантами в ході відбиття російського вторгнення в Україну (місце — не уточнено). Нагороджений орденом «За мужність» III ступеня (посмертно). |
|                                                 |                  | Купрієв Володимир Миколайович                   | Майстер-сержант, військовослужбовець ЗС України (підрозділ — не уточнено). | (дата підлягає уточненню) | Загинув у боях із російськими окупантами в ході відбиття російського вторгнення в Україну (місце — не уточнено). Нагороджений орденом «За мужність» III ступеня (посмертно). |
|                                                 |                  | Ладинюк Олег В'ячеславович                      | Молодший сержант, військовослужбовець ЗС України (підрозділ — не уточнено). | (дата підлягає уточненню) | Загинув у боях із російськими окупантами в ході відбиття російського вторгнення в Україну (місце — не уточнено). Нагороджений орденом «За мужність» III ступеня (посмертно). |
|                                                 |                  | Маньшин Максим Петрович                         | Старшина 1 статті, військовослужбовець ВМС ЗС України (підрозділ — не уточнено). | (дата підлягає уточненню) | Загинув у боях із російськими окупантами в ході відбиття російського вторгнення в Україну (місце — не уточнено). Нагороджений орденом «За мужність» III ступеня (посмертно). |
|                                                 |                  | Недзельський Роман Олександрович                | Солдат, військовослужбовець ЗС України (підрозділ — не уточнено). | (дата підлягає уточненню) | Загинув у боях із російськими окупантами в ході відбиття російського вторгнення в Україну (місце — не уточнено). Нагороджений орденом «За мужність» III ступеня (посмертно). |
|                                                 |                  | Славгородський Ігор Іванович                    | Солдат, військовослужбовець ЗС України (підрозділ — не уточнено). | (дата підлягає уточненню) | Загинув у боях із російськими окупантами в ході відбиття російського вторгнення в Україну (місце — не уточнено). Нагороджений орденом «За мужність» III ступеня (посмертно). |
|                                                 |                  | Стасюк Богдан Олександрович                     | Старший солдат, військовослужбовець ЗС України (підрозділ — не уточнено). | (дата підлягає уточненню) | Загинув у боях із російськими окупантами в ході відбиття російського вторгнення в Україну (місце — не уточнено). Нагороджений орденом «За мужність» III ступеня (посмертно). |
|                                                 |                  | Туганбаєв Сергій Байжанович                     | Старший солдат, військовослужбовець ЗС України (підрозділ — не уточнено). | (дата підлягає уточненню) | Загинув у боях із російськими окупантами в ході відбиття російського вторгнення в Україну (місце — не уточнено). Нагороджений орденом «За мужність» III ступеня (посмертно). |
|                                                 |                  | Чалий Петро Віталійович                         | Штаб-сержант, військовослужбовець ЗС України (підрозділ — не уточнено). | (дата підлягає уточненню) | Загинув у боях із російськими окупантами в ході відбиття російського вторгнення в Україну (місце — не уточнено). Нагороджений орденом «За мужність» III ступеня (посмертно). |
|                                                 |                  | Чумаченко Сергій Сергійович                     | Старший солдат, військовослужбовець ЗС України (підрозділ — не уточнено). | (дата підлягає уточненню) | Загинув у боях із російськими окупантами в ході відбиття російського вторгнення в Україну (місце — не уточнено). Нагороджений орденом «За мужність» III ступеня (посмертно). |
|                                                 |                  | Шпак Сергій Олександрович                       | Старший солдат, військовослужбовець ЗС України (підрозділ — не уточнено). | (дата підлягає уточненню) | Загинув у боях із російськими окупантами в ході відбиття російського вторгнення в Україну (місце — не уточнено). Нагороджений орденом «За мужність» III ступеня (посмертно). |
|                                                 |                  | Андріца Денис Костянтинович                     | Солдат, військовослужбовець ЗС України (підрозділ — не уточнено). | (дата підлягає уточненню) | Загинув у боях із російськими окупантами в ході відбиття російського вторгнення в Україну (місце — не уточнено). Нагороджений медаллю «За військову службу Україні» (посмертно). |
|                                                 |                  | Барбера Микола Якович                           | Солдат, військовослужбовець ЗС України (підрозділ — не уточнено). | (дата підлягає уточненню) | Загинув у боях із російськими окупантами в ході відбиття російського вторгнення в Україну (місце — не уточнено). Нагороджений медаллю «За військову службу Україні» (посмертно). |
|                                                 |                  | Березюк Максим Володимирович                    | Солдат, військовослужбовець ЗС України (підрозділ — не уточнено). | (дата підлягає уточненню) | Загинув у боях із російськими окупантами в ході відбиття російського вторгнення в Україну (місце — не уточнено). Нагороджений медаллю «За військову службу Україні» (посмертно). |
|                                                 |                  | Богдан Юрій Олексійович                         | Солдат, військовослужбовець ЗС України (підрозділ — не уточнено). | (дата підлягає уточненню) | Загинув у боях із російськими окупантами в ході відбиття російського вторгнення в Україну (місце — не уточнено). Нагороджений медаллю «За військову службу Україні» (посмертно). |
|                                                 |                  | Бойченко Олександр Валерійович                  | Солдат, військовослужбовець ЗС України (підрозділ — не уточнено). | (дата підлягає уточненню) | Загинув у боях із російськими окупантами в ході відбиття російського вторгнення в Україну (місце — не уточнено). Нагороджений медаллю «За військову службу Україні» (посмертно). |
|                                                 |                  | Дундуков Ігор Валентинович                      | Солдат, військовослужбовець ЗС України (підрозділ — не уточнено). | (дата підлягає уточненню) | Загинув у боях із російськими окупантами в ході відбиття російського вторгнення в Україну (місце — не уточнено). Нагороджений медаллю «За військову службу Україні» (посмертно). |
|                                                 |                  | Іванов Юрій Миколайович                         | Прапорщик, військовослужбовець ЗС України (підрозділ — не уточнено). | (дата підлягає уточненню) | Загинув у боях із російськими окупантами в ході відбиття російського вторгнення в Україну (місце — не уточнено). Нагороджений медаллю «За військову службу Україні» (посмертно). |
|                                                 |                  | Кисельов Володимир Ігорович                     | Солдат, військовослужбовець ЗС України (підрозділ — не уточнено). | (дата підлягає уточненню) | Загинув у боях із російськими окупантами в ході відбиття російського вторгнення в Україну (місце — не уточнено). Нагороджений медаллю «За військову службу Україні» (посмертно). |
|                                                 |                  | Ковальчук Віталій Олександрович                 | Солдат, військовослужбовець ЗС України (підрозділ — не уточнено). | (дата підлягає уточненню) | Загинув у боях із російськими окупантами в ході відбиття російського вторгнення в Україну (місце — не уточнено). Нагороджений медаллю «За військову службу Україні» (посмертно). |
|                                                 |                  | Монастирський Микита Валерійович                | Молодший сержант, військовослужбовець ЗС України (підрозділ — не уточнено). | (дата підлягає уточненню) | Загинув у боях із російськими окупантами в ході відбиття російського вторгнення в Україну (місце — не уточнено). Нагороджений медаллю «За військову службу Україні» (посмертно). |
|                                                 |                  | Парсенюк Олександр Валентинович                 | Солдат, військовослужбовець ЗС України (підрозділ — не уточнено). | (дата підлягає уточненню) | Загинув у боях із російськими окупантами в ході відбиття російського вторгнення в Україну (місце — не уточнено). Нагороджений медаллю «За військову службу Україні» (посмертно). |
|                                                 |                  | Патлах Дмитро Сергійович                        | Солдат, військовослужбовець ЗС України (підрозділ — не уточнено). | (дата підлягає уточненню) | Загинув у боях із російськими окупантами в ході відбиття російського вторгнення в Україну (місце — не уточнено). Нагороджений медаллю «За військову службу Україні» (посмертно). |
|                                                 |                  | Пінчук Володимир Анатолійович                   | Солдат, військовослужбовець ЗС України (підрозділ — не уточнено). | (дата підлягає уточненню) | Загинув у боях із російськими окупантами в ході відбиття російського вторгнення в Україну (місце — не уточнено). Нагороджений медаллю «За військову службу Україні» (посмертно). |
|                                                 |                  | Регульський Олексій Володимирович               | Солдат, військовослужбовець ЗС України (підрозділ — не уточнено). | (дата підлягає уточненню) | Загинув у боях із російськими окупантами в ході відбиття російського вторгнення в Україну (місце — не уточнено). Нагороджений медаллю «За військову службу Україні» (посмертно). |
|                                                 |                  | Сказка Владислав Артемович                      | Солдат, військовослужбовець ЗС України (підрозділ — не уточнено). | (дата підлягає уточненню) | Загинув у боях із російськими окупантами в ході відбиття російського вторгнення в Україну (місце — не уточнено). Нагороджений медаллю «За військову службу Україні» (посмертно). |
|                                                 |                  | Станішевський Дмитро Володимирович              | Солдат, військовослужбовець ЗС України (підрозділ — не уточнено). | (дата підлягає уточненню) | Загинув у боях із російськими окупантами в ході відбиття російського вторгнення в Україну (місце — не уточнено). Нагороджений медаллю «За військову службу Україні» (посмертно). |
|                                                 |                  | Сташков Віталій Олександрович                   | Старший сержант, військовослужбовець ЗС України (підрозділ — не уточнено). | (дата підлягає уточненню) | Загинув у боях із російськими окупантами в ході відбиття російського вторгнення в Україну (місце — не уточнено). Нагороджений медаллю «За військову службу Україні» (посмертно). |
|                                                 |                  | Стецюк Сергій Сергійович                        | Штаб-сержант, військовослужбовець ЗС України (підрозділ — не уточнено). | (дата підлягає уточненню) | Загинув у боях із російськими окупантами в ході відбиття російського вторгнення в Україну (місце — не уточнено). Нагороджений медаллю «За військову службу Україні» (посмертно). |
|                                                 |                  | Сузінович Сергій Володимирович                  | Сержант, військовослужбовець ЗС України (підрозділ — не уточнено). | (дата підлягає уточненню) | Загинув у боях із російськими окупантами в ході відбиття російського вторгнення в Україну (місце — не уточнено). Нагороджений медаллю «За військову службу Україні» (посмертно). |
|                                                 |                  | Тимчій Олександр Михайлович                     | Солдат, військовослужбовець ЗС України (підрозділ — не уточнено). | (дата підлягає уточненню) | Загинув у боях із російськими окупантами в ході відбиття російського вторгнення в Україну (місце — не уточнено). Нагороджений медаллю «За військову службу Україні» (посмертно). |
|                                                 |                  | Філик Андрій Вікторович                         | Солдат, військовослужбовець ЗС України (підрозділ — не уточнено). | (дата підлягає уточненню) | Загинув у боях із російськими окупантами в ході відбиття російського вторгнення в Україну (місце — не уточнено). Нагороджений медаллю «За військову службу Україні» (посмертно). |
|                                                 |                  | Харахулах Микита В'ячеславович                  | Старший солдат, військовослужбовець ЗС України (підрозділ — не уточнено). | (дата підлягає уточненню) | Загинув у боях із російськими окупантами в ході відбиття російського вторгнення в Україну (місце — не уточнено). Нагороджений медаллю «За військову службу Україні» (посмертно). |
|                                                 |                  | Цикалюк Микола Миколайович                      | Солдат, військовослужбовець ЗС України (підрозділ — не уточнено). | (дата підлягає уточненню) | Загинув у боях із російськими окупантами в ході відбиття російського вторгнення в Україну (місце — не уточнено). Нагороджений медаллю «За військову службу Україні» (посмертно). |
|                                                 |                  | Чебанов Петро Володимирович                     | Солдат, військовослужбовець ЗС України (підрозділ — не уточнено). | (дата підлягає уточненню) | Загинув у боях із російськими окупантами в ході відбиття російського вторгнення в Україну (місце — не уточнено). Нагороджений медаллю «За військову службу Україні» (посмертно). |
|                                                 |                  | Чернега Андрій Миколайович                      | Солдат, військовослужбовець ЗС України (підрозділ — не уточнено). | (дата підлягає уточненню) | Загинув у боях із російськими окупантами в ході відбиття російського вторгнення в Україну (місце — не уточнено). Нагороджений медаллю «За військову службу Україні» (посмертно). |
|                                                 |                  | Чернявець Назар Сергійович                      | Старший солдат, військовослужбовець ЗС України (підрозділ — не уточнено). | (дата підлягає уточненню) | Загинув у боях із російськими окупантами в ході відбиття російського вторгнення в Україну (місце — не уточнено). Нагороджений медаллю «За військову службу Україні» (посмертно). |
|                                                 |                  | Яремчук Микола Миколайович                      | Солдат, військовослужбовець ЗС України (підрозділ — не уточнено). | (дата підлягає уточненню) | Загинув у боях із російськими окупантами в ході відбиття російського вторгнення в Україну (місце — не уточнено). Нагороджений медаллю «За військову службу Україні» (посмертно). |
|                                                 |                  | Аністрат Денис Олегович                         | Солдат, військовослужбовець ЗС України (підрозділ — не уточнено). | (дата підлягає уточненню) | Загинув у боях із російськими окупантами в ході відбиття російського вторгнення в Україну (місце — не уточнено). Нагороджений орденом «За мужність» III ступеня (посмертно). |
|                                                 |                  | Шинкаренко Олександр Андрійович                 | 17 січня 2001, с. Орлівка Шосткинського району Сумської області. Солдат, водій 72 окремої механізованої бригади імені Чорних Запорожців ЗСУ | 18 червня 2022            | Загинув біля м. Торецьк Бахмутського району Донецької області. Нагороджений орденом «За мужність» III ступеня (посмертно). |
|                                                 |                  | Новіков Ігор Олександрович                      | Майор, військовослужбовець ЗС України (підрозділ — не уточнено). | (дата підлягає уточненню) | Загинув у боях із російськими окупантами в ході відбиття російського вторгнення в Україну (місце — не уточнено). Нагороджений орденом «Богдана Хмельницького» III ступеня (посмертно). |
|                                                 |                  | Олійник Сава Євгенійович                        | 17 грудня 1964, Полонне Хмельницької області. Середню освіту здобув у Полонській школі № 6. Був підприємцем. Старший лейтенант, заступник командира з МПЗ військової частини. | (дата підлягає уточненню) | Загинув через підрив міни село Креничне, Ізюмський район, Харківська область. Нагороджений орденом «Богдана Хмельницького» III ступеня (посмертно). |
|                                                 |                  | Анциферов Дмитро Юрійович                       | Сержант, військовослужбовець ЗС України (підрозділ — не уточнено). | 10 травня 2022            | Загинув у боях із російськими окупантами в ході відбиття російського вторгнення в Україну (місце — не уточнено). Нагороджений орденом «За мужність» III ступеня (посмертно). |
|                                                 |                  | Безердян Микола Сергійович                      | 10 червня 1999, м. Поквров. Солдат, був бойовим медиком парашутно-десантної роти. | (дата підлягає уточненню) | Загинув у боях із російськими окупантами в ході відбиття російського вторгнення в Україну (місце — не уточнено). Нагороджений орденом «За мужність» III ступеня (посмертно). |
|                                                 |                  | Бонковський Анатолій Анатолійович               | 1985, м. Дідовичі. Солдат, військовослужбовець ЗС України (підрозділ — не уточнено). | 17 червня 2022            | Загинув у боях із російськими окупантами в ході відбиття російського вторгнення в Україну (місце — не уточнено). Нагороджений орденом «За мужність» III ступеня (посмертно). Почесний громадянин Звягеля . |
|                                                 |                  | Єрмакович Сергій Володимирович                  | 9 січня 1980. Сержант, військовослужбовець ЗС України (підрозділ — не уточнено). | 11 квітня 2022            | Загинув у боях із російськими окупантами в ході відбиття російського вторгнення в Україну (місце — не уточнено). Нагороджений орденом «За мужність» III ступеня (посмертно). |
|                                                 |                  | Завітренко Олександр Миколайович                | Старшина, військовослужбовець ЗС України (підрозділ — не уточнено). | (дата підлягає уточненню) | Загинув у боях із російськими окупантами в ході відбиття російського вторгнення в Україну (місце — не уточнено). Нагороджений орденом «За мужність» III ступеня (посмертно). |
|                                                 |                  | Каліч Сергій Ернестович                         | Молодший сержант, військовослужбовець ЗС України (підрозділ — не уточнено). | (дата підлягає уточненню) | Загинув у боях із російськими окупантами в ході відбиття російського вторгнення в Україну (місце — не уточнено). Нагороджений орденом «За мужність» III ступеня (посмертно). |
|                                                 |                  | Кисляк Олексій Володимирович                    | Солдат, військовослужбовець ЗС України (підрозділ — не уточнено). | (дата підлягає уточненню) | Загинув у боях із російськими окупантами в ході відбиття російського вторгнення в Україну (місце — не уточнено). Нагороджений орденом «За мужність» III ступеня (посмертно). |
|                                                 |                  | Кухлій Володимир Олександрович                  | Солдат, військовослужбовець ЗС України (підрозділ — не уточнено). | (дата підлягає уточненню) | Загинув у боях із російськими окупантами в ході відбиття російського вторгнення в Україну (місце — не уточнено). Нагороджений орденом «За мужність» III ступеня (посмертно). |
|                                                 |                  | Новіков Михайло В'ячеславович                   | Капітан, військовослужбовець ЗС України (підрозділ — не уточнено). | (дата підлягає уточненню) | Загинув у боях із російськими окупантами в ході відбиття російського вторгнення в Україну (місце — не уточнено). Нагороджений орденом «За мужність» III ступеня (посмертно). |
|                                                 |                  | Першин Аркадій Олександрович                    | Солдат, військовослужбовець ЗС України (підрозділ — не уточнено). | (дата підлягає уточненню) | Загинув у боях із російськими окупантами в ході відбиття російського вторгнення в Україну (місце — не уточнено). Нагороджений орденом «За мужність» III ступеня (посмертно). |
|                                                 |                  | Рачок Олександр Вікторович                      | Старший сержант, військовослужбовець ЗС України (підрозділ — не уточнено). | (дата підлягає уточненню) | Загинув у боях із російськими окупантами в ході відбиття російського вторгнення в Україну (місце — не уточнено). Нагороджений орденом «За мужність» III ступеня (посмертно). |
|                                                 |                  | Степанюк Ігор Дмитрович                         | Старший солдат, військовослужбовець ЗС України (підрозділ — не уточнено). | (дата підлягає уточненню) | Загинув у боях із російськими окупантами в ході відбиття російського вторгнення в Україну (місце — не уточнено). Нагороджений орденом «За мужність» III ступеня (посмертно). |
|                                                 |                  | Узунов Дмитро Вікторович                        | Старший лейтенант, військовослужбовець ЗС України (підрозділ — не уточнено). | (дата підлягає уточненню) | Загинув у боях із російськими окупантами в ході відбиття російського вторгнення в Україну (місце — не уточнено). Нагороджений орденом «За мужність» III ступеня (посмертно). |
|                                                 |                  | Фраінт Костянтин Анатолійович                   | 22 червня 1982, м. Кам`янське. У 1999 році закінчив металургійний коледж. Солдат, військовослужбовець ЗС України (підрозділ — не уточнено). | 24 квітня 2022            | Загинув у боях із російськими окупантами в ході відбиття російського вторгнення в Україну (місце — не уточнено). Нагороджений орденом «За мужність» III ступеня (посмертно). |
|                                                 |                  | Чекальський Вадим Миколайович                   | 9 березня 1997, с. Мала Волиця. Навчався у Маловолицькій ЗОШ І-ІІ ступенів, пізніше – у Галіївській ЗОШ І-ІІІ ступенів. Після закінчення 9-го класу вступив до ПТНЗ «Білоцерківське вище професійне училище будівництва і сервісу» та здобув професію столяра. У 2017 році Вадим підписав контракт на службу у Збройних силах України у складі 72-ї окремої механізованої бригади імені Чорних Запорожців. Старший солдат. | 18 червня 2022            | Загинув в результаті ворожого обстрілу в районі міста Торецьк. Нагороджений орденом «За мужність» III ступеня (посмертно). 22 червня 2022 похований в Галіївці . |
|                                                 |                  | Шевченко Володимир Сергійович                   | Молодший сержант, військовослужбовець ЗС України (підрозділ — не уточнено). | (дата підлягає уточненню) | Загинув у боях із російськими окупантами в ході відбиття російського вторгнення в Україну (місце — не уточнено). Нагороджений орденом «За мужність» III ступеня (посмертно). |
|                                                 |                  | Андрєєв Олексій Олександрович                   | Головний сержант, військовослужбовець ЗС України (підрозділ — не уточнено). | (дата підлягає уточненню) | Загинув у боях із російськими окупантами в ході відбиття російського вторгнення в Україну (місце — не уточнено). Нагороджений медаллю «За військову службу Україні» (посмертно). |
|                                                 |                  | Богачук Ігор Миколайович                        | Солдат, військовослужбовець ЗС України (підрозділ — не уточнено). | (дата підлягає уточненню) | Загинув у боях із російськими окупантами в ході відбиття російського вторгнення в Україну (місце — не уточнено). Нагороджений медаллю «За військову службу Україні» (посмертно). |
|                                                 |                  | Вергуленко Олександр Дмитрович                  | Молодший сержант, військовослужбовець ЗС України (підрозділ — не уточнено). | (дата підлягає уточненню) | Загинув у боях із російськими окупантами в ході відбиття російського вторгнення в Україну (місце — не уточнено). Нагороджений медаллю «За військову службу Україні» (посмертно). |
|                                                 |                  | Голод Валерій Миколайович                       | Солдат, військовослужбовець ЗС України (підрозділ — не уточнено). | (дата підлягає уточненню) | Загинув у боях із російськими окупантами в ході відбиття російського вторгнення в Україну (місце — не уточнено). Нагороджений медаллю «За військову службу Україні» (посмертно). |
|                                                 |                  | Дорошук Микола Анатолійович                     | Солдат, військовослужбовець ЗС України (підрозділ — не уточнено). | (дата підлягає уточненню) | Загинув у боях із російськими окупантами в ході відбиття російського вторгнення в Україну (місце — не уточнено). Нагороджений медаллю «За військову службу Україні» (посмертно). |
|                                                 |                  | Жаров Владислав Валерійович                     | Старший солдат, військовослужбовець ЗС України (підрозділ — не уточнено). | (дата підлягає уточненню) | Загинув у боях із російськими окупантами в ході відбиття російського вторгнення в Україну (місце — не уточнено). Нагороджений медаллю «За військову службу Україні» (посмертно). |
|                                                 |                  | Іваненко Руслан Іванович                        | Сержант, військовослужбовець ЗС України (підрозділ — не уточнено). | (дата підлягає уточненню) | Загинув у боях із російськими окупантами в ході відбиття російського вторгнення в Україну (місце — не уточнено). Нагороджений медаллю «За військову службу Україні» (посмертно). |
|                                                 |                  | Івашкевич Павло Олександрович                   | Молодший сержант, військовослужбовець ЗС України (підрозділ — не уточнено). | (дата підлягає уточненню) | Загинув у боях із російськими окупантами в ході відбиття російського вторгнення в Україну (місце — не уточнено). Нагороджений медаллю «За військову службу Україні» (посмертно). |
|                                                 |                  | Колесник Володимир Григорович                   | Старший солдат, військовослужбовець ЗС України (підрозділ — не уточнено). | (дата підлягає уточненню) | Загинув у боях із російськими окупантами в ході відбиття російського вторгнення в Україну (місце — не уточнено). Нагороджений медаллю «За військову службу Україні» (посмертно). |
|                                                 |                  | Кузнецов Єгор Олександрович                     | Молодший сержант, військовослужбовець ЗС України (підрозділ — не уточнено). | (дата підлягає уточненню) | Загинув у боях із російськими окупантами в ході відбиття російського вторгнення в Україну (місце — не уточнено). Нагороджений медаллю «За військову службу Україні» (посмертно). |
|                                                 |                  | Кучеренко Олександр Анатолійович                | Старший солдат, військовослужбовець ЗС України (підрозділ — не уточнено). | (дата підлягає уточненню) | Загинув у боях із російськими окупантами в ході відбиття російського вторгнення в Україну (місце — не уточнено). Нагороджений медаллю «За військову службу Україні» (посмертно). |
|                                                 |                  | Левахін Артур Олександрович                     | Солдат, військовослужбовець ЗС України (підрозділ — не уточнено). | (дата підлягає уточненню) | Загинув у боях із російськими окупантами в ході відбиття російського вторгнення в Україну (місце — не уточнено). Нагороджений медаллю «За військову службу Україні» (посмертно). |
|                                                 |                  | Матвієнко Юрій Вікторович                       | Солдат, військовослужбовець ЗС України (підрозділ — не уточнено). | (дата підлягає уточненню) | Загинув у боях із російськими окупантами в ході відбиття російського вторгнення в Україну (місце — не уточнено). Нагороджений медаллю «За військову службу Україні» (посмертно). |
|                                                 |                  | Прилуцький Артем Олександрович                  | Старший солдат, військовослужбовець ЗС України (підрозділ — не уточнено). | (дата підлягає уточненню) | Загинув у боях із російськими окупантами в ході відбиття російського вторгнення в Україну (місце — не уточнено). Нагороджений медаллю «За військову службу Україні» (посмертно). |
|                                                 |                  | Секретенко Кирило Сергійович                    | Солдат, військовослужбовець ЗС України (підрозділ — не уточнено). | (дата підлягає уточненню) | Загинув у боях із російськими окупантами в ході відбиття російського вторгнення в Україну (місце — не уточнено). Нагороджений медаллю «За військову службу Україні» (посмертно). |
|                                                 |                  | Степовик Антон Павлович                         | Старший солдат, військовослужбовець ЗС України (підрозділ — не уточнено). | (дата підлягає уточненню) | Загинув у боях із російськими окупантами в ході відбиття російського вторгнення в Україну (місце — не уточнено). Нагороджений медаллю «За військову службу Україні» (посмертно). |
|                                                 |                  | Хабюк Олег Станіславович                        | Старший солдат, військовослужбовець ЗС України (підрозділ — не уточнено). | (дата підлягає уточненню) | Загинув у боях із російськими окупантами в ході відбиття російського вторгнення в Україну (місце — не уточнено). Нагороджений медаллю «За військову службу Україні» (посмертно). |
|                                                 |                  | Чорний Олександр Олександрович                  | Старший солдат, військовослужбовець ЗС України (підрозділ — не уточнено). | (дата підлягає уточненню) | Загинув у боях із російськими окупантами в ході відбиття російського вторгнення в Україну (місце — не уточнено). Нагороджений медаллю «За військову службу Україні» (посмертно). |
|                                                 |                  | Чорний Сергій Сергійович                        | Солдат, військовослужбовець ЗС України (підрозділ — не уточнено). | (дата підлягає уточненню) | Загинув у боях із російськими окупантами в ході відбиття російського вторгнення в Україну (місце — не уточнено). Нагороджений медаллю «За військову службу Україні» (посмертно). |
|                                                 |                  | Шевердін Віталій Васильович                     | Солдат, військовослужбовець ЗС України (підрозділ — не уточнено). | (дата підлягає уточненню) | Загинув у боях із російськими окупантами в ході відбиття російського вторгнення в Україну (місце — не уточнено). Нагороджений медаллю «За військову службу Україні» (посмертно). |
|                                                 |                  | Шевчук Олександр Миколайович                    | Солдат, військовослужбовець ЗС України (підрозділ — не уточнено). | (дата підлягає уточненню) | Загинув у боях із російськими окупантами в ході відбиття російського вторгнення в Україну (місце — не уточнено). Нагороджений медаллю «За військову службу Україні» (посмертно). |
|                                                 |                  | Яковенко Максим Петрович                        | Солдат, військовослужбовець ЗС України (підрозділ — не уточнено). | (дата підлягає уточненню) | Загинув у боях із російськими окупантами в ході відбиття російського вторгнення в Україну (місце — не уточнено). Нагороджений медаллю «За військову службу Україні» (посмертно). |
|                                                 |                  | Алфьоров Олександр Олександрович                | Солдат, військовослужбовець ЗС України (підрозділ — не уточнено). | (дата підлягає уточненню) | Загинув у боях із російськими окупантами в ході відбиття російського вторгнення в Україну (місце — не уточнено). Нагороджений медаллю «За військову службу Україні» (посмертно). |
|                                                 |                  | Бєляєв Олександр Анатолійович                   | Старший солдат, військовослужбовець ЗС України (підрозділ — не уточнено). | (дата підлягає уточненню) | Загинув у боях із російськими окупантами в ході відбиття російського вторгнення в Україну (місце — не уточнено). Нагороджений медаллю «За військову службу Україні» (посмертно). |
|                                                 |                  | Бузинний Олександр Володимирович                | Старший лейтенант, військовослужбовець ЗС України (підрозділ — не уточнено). | (дата підлягає уточненню) | Загинув у боях із російськими окупантами в ході відбиття російського вторгнення в Україну (місце — не уточнено). Нагороджений медаллю «За військову службу Україні» (посмертно). |
|                                                 |                  | Демченко Вадим Андрійович                       | Солдат, військовослужбовець ЗС України (підрозділ — не уточнено). | (дата підлягає уточненню) | Загинув у боях із російськими окупантами в ході відбиття російського вторгнення в Україну (місце — не уточнено). Нагороджений медаллю «За військову службу Україні» (посмертно). |
|                                                 |                  | Ігнатюк Максим Ігорович                         | Солдат, військовослужбовець ЗС України (підрозділ — не уточнено). | (дата підлягає уточненню) | Загинув у боях із російськими окупантами в ході відбиття російського вторгнення в Україну (місце — не уточнено). Нагороджений медаллю «За військову службу Україні» (посмертно). |
|                                                 |                  | Лобода Олександр Вікторович                     | Старший сержант, військовослужбовець ЗС України (підрозділ — не уточнено). | (дата підлягає уточненню) | Загинув у боях із російськими окупантами в ході відбиття російського вторгнення в Україну (місце — не уточнено). Нагороджений медаллю «За військову службу Україні» (посмертно). |
|                                                 |                  | Лукаш Максим Володимирович                      | Солдат, військовослужбовець ЗС України (підрозділ — не уточнено). | (дата підлягає уточненню) | Загинув у боях із російськими окупантами в ході відбиття російського вторгнення в Україну (місце — не уточнено). Нагороджений медаллю «За військову службу Україні» (посмертно). |
|                                                 |                  | Сидоренко Олександр Анатолійович                | Солдат, військовослужбовець ЗС України (підрозділ — не уточнено). | (дата підлягає уточненню) | Загинув у боях із російськими окупантами в ході відбиття російського вторгнення в Україну (місце — не уточнено). Нагороджений медаллю «За військову службу Україні» (посмертно). |
|                                                 |                  | Соколовський Андрій Іванович                    | Сержант, військовослужбовець ЗС України (підрозділ — не уточнено). | (дата підлягає уточненню) | Загинув у боях із російськими окупантами в ході відбиття російського вторгнення в Україну (місце — не уточнено). Нагороджений медаллю «За військову службу Україні» (посмертно). |
|                                                 |                  | Чаюн В'ячеслав Сергійович                       | Солдат, військовослужбовець ЗС України (підрозділ — не уточнено). | (дата підлягає уточненню) | Загинув у боях із російськими окупантами в ході відбиття російського вторгнення в Україну (місце — не уточнено). Нагороджений медаллю «За військову службу Україні» (посмертно). |
|                                                 |                  | Чубатюк Сергій Юрійович                         | Солдат, військовослужбовець ЗС України (підрозділ — не уточнено). | (дата підлягає уточненню) | Загинув у боях із російськими окупантами в ході відбиття російського вторгнення в Україну (місце — не уточнено). Нагороджений медаллю «За військову службу Україні» (посмертно). |
|                                                 |                  | Мосійчук Олександр Васильович                   | Лейтенант, військовослужбовець ЗС України (підрозділ — не уточнено). | (дата підлягає уточненню) | Загинув у боях із російськими окупантами в ході відбиття російського вторгнення в Україну (місце — не уточнено). Нагороджений орденом «Богдана Хмельницького» III ступеня (посмертно). |
|                                                 |                  | Петров Денис Євгенійович                        | Лейтенант, військовослужбовець ЗС України (підрозділ — не уточнено). | (дата підлягає уточненню) | Загинув у боях із російськими окупантами в ході відбиття російського вторгнення в Україну (місце — не уточнено). Нагороджений орденом «Богдана Хмельницького» III ступеня (посмертно). |
|                                                 |                  | Походня Ярослав Романович                       | 8 лютого 2000, м. Прилуки. Лейтенант, військовослужбовець ЗС України (підрозділ — не уточнено). | 20 травня 2022            | Загинув у боях із російськими окупантами в ході відбиття російського вторгнення в Україну (місце — не уточнено). Нагороджений орденом «Богдана Хмельницького» III ступеня (посмертно). |
|                                                 |                  | Анацький Денис Олексійович                      | Старший солдат, військовослужбовець ЗС України (підрозділ — не уточнено). | (дата підлягає уточненню) | Загинув у боях із російськими окупантами в ході відбиття російського вторгнення в Україну (місце — не уточнено). Нагороджений орденом «За мужність» III ступеня (посмертно). |
|                                                 |                  | Гайдар Іван Іванович                            | Солдат, військовослужбовець ЗС України (підрозділ — не уточнено). | (дата підлягає уточненню) | Загинув у боях із російськими окупантами в ході відбиття російського вторгнення в Україну (місце — не уточнено). Нагороджений орденом «За мужність» III ступеня (посмертно). |
|                                                 |                  | Гринько Микола Миколайович                      | Молодший сержант, військовослужбовець ЗС України (підрозділ — не уточнено). | (дата підлягає уточненню) | Загинув у боях із російськими окупантами в ході відбиття російського вторгнення в Україну (місце — не уточнено). Нагороджений орденом «За мужність» III ступеня (посмертно). |
|                                                 |                  | Грицюк Олександр Валерійович                    | Старший солдат, військовослужбовець ЗС України (підрозділ — не уточнено). | (дата підлягає уточненню) | Загинув у боях із російськими окупантами в ході відбиття російського вторгнення в Україну (місце — не уточнено). Нагороджений орденом «За мужність» III ступеня (посмертно). |
|                                                 |                  | Калашник Анатолій Анатолійович                  | Солдат, військовослужбовець ЗС України (підрозділ — не уточнено). | (дата підлягає уточненню) | Загинув у боях із російськими окупантами в ході відбиття російського вторгнення в Україну (місце — не уточнено). Нагороджений орденом «За мужність» III ступеня (посмертно). |
|                                                 |                  | Кобка Олександр Олександрович                   | Солдат, військовослужбовець ЗС України (підрозділ — не уточнено). | (дата підлягає уточненню) | Загинув у боях із російськими окупантами в ході відбиття російського вторгнення в Україну (місце — не уточнено). Нагороджений орденом «За мужність» III ступеня (посмертно). |
|                                                 |                  | Ковальов Дмитро Євгенійович                     | Старший солдат, військовослужбовець ЗС України (підрозділ — не уточнено). | (дата підлягає уточненню) | Загинув у боях із російськими окупантами в ході відбиття російського вторгнення в Україну (місце — не уточнено). Нагороджений орденом «За мужність» III ступеня (посмертно). |
|                                                 |                  | Лєднєв Володимир Володимирович                  | Сержант, військовослужбовець ЗС України (підрозділ — не уточнено). | (дата підлягає уточненню) | Загинув у боях із російськими окупантами в ході відбиття російського вторгнення в Україну (місце — не уточнено). Нагороджений орденом «За мужність» III ступеня (посмертно). |
|                                                 |                  | Мухін Юрій Олексійович                          | Солдат, військовослужбовець ЗС України (підрозділ — не уточнено). | (дата підлягає уточненню) | Загинув у боях із російськими окупантами в ході відбиття російського вторгнення в Україну (місце — не уточнено). Нагороджений орденом «За мужність» III ступеня (посмертно). |
|                                                 |                  | Немченко Олег Едуардович                        | Старший солдат, військовослужбовець ЗС України (підрозділ — не уточнено). | (дата підлягає уточненню) | Загинув у боях із російськими окупантами в ході відбиття російського вторгнення в Україну (місце — не уточнено). Нагороджений орденом «За мужність» III ступеня (посмертно). |
|                                                 |                  | Нестеренко Володимир Вікторович                 | Молодший сержант, військовослужбовець ЗС України (підрозділ — не уточнено). | (дата підлягає уточненню) | Загинув у боях із російськими окупантами в ході відбиття російського вторгнення в Україну (місце — не уточнено). Нагороджений орденом «За мужність» III ступеня (посмертно). |
|                                                 |                  | Носовський Максим Павлович                      | Солдат, військовослужбовець ЗС України (підрозділ — не уточнено). | (дата підлягає уточненню) | Загинув у боях із російськими окупантами в ході відбиття російського вторгнення в Україну (місце — не уточнено). Нагороджений орденом «За мужність» III ступеня (посмертно). |
|                                                 |                  | Передерій Павло Юрійович                        | Солдат, військовослужбовець ЗС України (підрозділ — не уточнено). | (дата підлягає уточненню) | Загинув у боях із російськими окупантами в ході відбиття російського вторгнення в Україну (місце — не уточнено). Нагороджений орденом «За мужність» III ступеня (посмертно). |
|                                                 |                  | Петрина Михайло Дмитрович                       | Солдат, військовослужбовець ЗС України (підрозділ — не уточнено). | (дата підлягає уточненню) | Загинув у боях із російськими окупантами в ході відбиття російського вторгнення в Україну (місце — не уточнено). Нагороджений орденом «За мужність» III ступеня (посмертно). |
|                                                 |                  | Приходько Олександр Вікторович                  | Солдат, військовослужбовець ЗС України (підрозділ — не уточнено). | (дата підлягає уточненню) | Загинув у боях із російськими окупантами в ході відбиття російського вторгнення в Україну (місце — не уточнено). Нагороджений орденом «За мужність» III ступеня (посмертно). |
|                                                 |                  | Семихін Валерій Олександрович                   | Солдат, військовослужбовець ЗС України (підрозділ — не уточнено). | (дата підлягає уточненню) | Загинув у боях із російськими окупантами в ході відбиття російського вторгнення в Україну (місце — не уточнено). Нагороджений орденом «За мужність» III ступеня (посмертно). |
|                                                 |                  | Сурженко Дмитро Геннадійович                    | Солдат, військовослужбовець ЗС України (підрозділ — не уточнено). | (дата підлягає уточненню) | Загинув у боях із російськими окупантами в ході відбиття російського вторгнення в Україну (місце — не уточнено). Нагороджений орденом «За мужність» III ступеня (посмертно). |
|                                                 |                  | Тарасов Олександр Іванович                      | Солдат, військовослужбовець ЗС України (підрозділ — не уточнено). | (дата підлягає уточненню) | Загинув у боях із російськими окупантами в ході відбиття російського вторгнення в Україну (місце — не уточнено). Нагороджений орденом «За мужність» III ступеня (посмертно). |
|                                                 |                  | Уваренко Костянтин Миколайович                  | Старший солдат, військовослужбовець ЗС України (підрозділ — не уточнено). | (дата підлягає уточненню) | Загинув у боях із російськими окупантами в ході відбиття російського вторгнення в Україну (місце — не уточнено). Нагороджений орденом «За мужність» III ступеня (посмертно). |
|                                                 |                  | Цокуренко Костянтин Ігорович                    | Старший солдат, військовослужбовець ЗС України (підрозділ — не уточнено). | (дата підлягає уточненню) | Загинув у боях із російськими окупантами в ході відбиття російського вторгнення в Україну (місце — не уточнено). Нагороджений орденом «За мужність» III ступеня (посмертно). |
|                                                 |                  | Шевчук Артур Миколайович                        | Штаб-сержант, військовослужбовець ЗС України (підрозділ — не уточнено). | (дата підлягає уточненню) | Загинув у боях із російськими окупантами в ході відбиття російського вторгнення в Україну (місце — не уточнено). Нагороджений орденом «За мужність» III ступеня (посмертно). |
|                                                 |                  | Щербак Максим Сергійович                        | Молодший сержант, військовослужбовець ЗС України (підрозділ — не уточнено). | (дата підлягає уточненню) | Загинув у боях із російськими окупантами в ході відбиття російського вторгнення в Україну (місце — не уточнено). Нагороджений орденом «За мужність» III ступеня (посмертно). |
|                                                 |                  | Бєляков Дмитро Іванович                         | Сержант, військовослужбовець ЗС України (підрозділ — не уточнено). | (дата підлягає уточненню) | Загинув у боях із російськими окупантами в ході відбиття російського вторгнення в Україну (місце — не уточнено). Нагороджений медаллю «Захиснику Вітчизни» (посмертно). |
|                                                 |                  | Бобрицький Павло Сергійович                     | Лейтенант, військовослужбовець ЗС України (підрозділ — не уточнено). | (дата підлягає уточненню) | Загинув у боях із російськими окупантами в ході відбиття російського вторгнення в Україну (місце — не уточнено). Нагороджений медаллю «Захиснику Вітчизни» (посмертно). |
|                                                 |                  | Ворон Григорій Васильович                       | Сержант, військовослужбовець ЗС України (підрозділ — не уточнено). | (дата підлягає уточненню) | Загинув у боях із російськими окупантами в ході відбиття російського вторгнення в Україну (місце — не уточнено). Нагороджений медаллю «Захиснику Вітчизни» (посмертно). |
|                                                 |                  | Крючков Віталій Георгійович                     | Солдат, військовослужбовець ЗС України (підрозділ — не уточнено). | (дата підлягає уточненню) | Загинув у боях із російськими окупантами в ході відбиття російського вторгнення в Україну (місце — не уточнено). Нагороджений медаллю «Захиснику Вітчизни» (посмертно). |
|                                                 |                  | Лютак Дмитро Анатолійович                       | Солдат, військовослужбовець ЗС України (підрозділ — не уточнено). | (дата підлягає уточненню) | Загинув у боях із російськими окупантами в ході відбиття російського вторгнення в Україну (місце — не уточнено). Нагороджений медаллю «Захиснику Вітчизни» (посмертно). |
|                                                 |                  | Мінаков Юрій Валерійович                        | Молодший сержант, військовослужбовець ЗС України (підрозділ — не уточнено). | (дата підлягає уточненню) | Загинув у боях із російськими окупантами в ході відбиття російського вторгнення в Україну (місце — не уточнено). Нагороджений медаллю «Захиснику Вітчизни» (посмертно). |
|                                                 |                  | Анасійчук Микола Іванович                       | 1978, с. Топорівці Чернівецька область. Старший лейтенант, ОПБр. До війни був депутатом 8-го скликання Топорівської сільської ради. | 8 травня 2022             | Згідно повідомлення Чернівецького обласного ТЦК та СП, військовослужбовець загинув в Харківській області. Похований 16 травня 2022 року в с. Топорівцях. Нагороджений орденом «Богдана Хмельницького» III ступеня (посмертно). |
|                                                 |                  | Серна Іван Васильович                           | 3 жовтня 1976, с. Реваківці. Старший лейтенант, ОПБр. | 15 травня 2022            | Загинув у боях під Харковом. Нагороджений орденом «Богдана Хмельницького» III ступеня (посмертно). |
|                                                 |                  | Костюченко Сергій Петрович                      | 16 квітня 1977. Старший сержант, військовослужбовець ЗС України 54ОМБр. | 10 червня 2022            | Загинув у боях із російськими окупантами в ході відбиття російського вторгнення в Україну (місце — не уточнено). Нагороджений орденом «За мужність» II ступеня (посмертно). |
|                                                 |                  | Назаров Сергій Михайлович                       | 24.06.1966, м. Ірпінь. Навчався у Ірпінській середній школі №2. Після закінчення Київського технікуму залізничного транспорту, з 1985 по 1987, проходив військову службу. Старший сержант, військовослужбовець ЗС України (підрозділ — не уточнено). Пройшовши підготовку з освоєння ПТРК «Javelin», нищив ворожі цілі в Харківській області. На його рахунку знищений ТОС «Солнцепек» та інша російська техніка. | 18 травня 2022            | Загинув при звільненні села Дементіївка Харківської області. Нагороджений орденом «За мужність» II ступеня (посмертно). |
|                                                 |                  | Басенко Юрій Анатолійович («Рибачок»)           | 9 лютого 1984, с. Розкопанці. Солдат, стрілець-снайпер 1-го механізованого відділення 1-го механізованого взводу 6-ї механізованої роти механізованого батальйону Окремої президентської бригади імені гетьмана Богдана Хмельницького в/ч A0222. | 17 травня 2022            | Загинув поблизу селища Питомник на Харківщині, потрапивши під щільний обстріл та отримавши поранення в голову. Нагороджений орденом «За мужність» III ступеня (посмертно). |
|                                                 |                  | Білоус Ярослав Валерійович («Архангел»)         | 6 грудня 2002. Солдат, в/ч A0222. | 11 травня 2022            | Загинув на Харківщині. Нагороджений орденом «За мужність» III ступеня (посмертно). |
|                                                 |                  | Гарбуз Павло Олександрович                      | Солдат, військовослужбовець ЗС України (підрозділ — не уточнено). | (дата підлягає уточненню) | Загинув у боях із російськими окупантами в ході відбиття російського вторгнення в Україну (місце — не уточнено). Нагороджений орденом «За мужність» III ступеня (посмертно). |
|                                                 |                  | Дзюба Руслан Сергійович                         | 45 років, с. Засулля Полтавської області. Жив у місті Кременчук. Старший солдат, 54 ОРБ. | 4 червня 2022             | Загинув в районі села Бахмутське на Донеччині. Нагороджений орденом «За мужність» III ступеня (посмертно). |
|                                                 |                  | Дубіна Сергій Анатолійович                      | Солдат, військовослужбовець ЗС України (підрозділ — не уточнено). | (дата підлягає уточненню) | Загинув у боях із російськими окупантами в ході відбиття російського вторгнення в Україну (місце — не уточнено). Нагороджений орденом «За мужність» III ступеня (посмертно). |
|                                                 |                  | Калагарда Сергій Володимирович                  | Солдат, військовослужбовець ЗС України (підрозділ — не уточнено). | 18 травня 2022            | Загинув у боях із російськими окупантами в ході відбиття російського вторгнення в Україну (місце — не уточнено). Нагороджений орденом «За мужність» III ступеня (посмертно). |
|                                                 |                  | Кравчук Денис Ігорович                          | 26.08.2000. Солдат, аеророзвідник. | 15 червня 2022            | Загинув у боях із російськими окупантами в ході відбиття російського вторгнення в Україну (місце — не уточнено). Нагороджений орденом «За мужність» III ступеня (посмертно). |
|                                                 |                  | Кукліновський Максим Володимирович              | Молодший сержант, військовослужбовець ЗС України (підрозділ — не уточнено). | (дата підлягає уточненню) | Загинув у боях із російськими окупантами в ході відбиття російського вторгнення в Україну (місце — не уточнено). Нагороджений орденом «За мужність» III ступеня (посмертно). |
|                                                 |                  | Очеретян Дмитро Валерійович («Понт»)            | Солдат, військовослужбовець ЗС України (підрозділ — не уточнено). | 18 травня 2022            | Загинув у боях із російськими окупантами в ході відбиття російського вторгнення в Україну (місце — не уточнено). Нагороджений орденом «За мужність» III ступеня (посмертно). |
|                                                 |                  | Павленко Олександр Миколайович                  | Старший солдат, військовослужбовець ЗС України (підрозділ — не уточнено). | (дата підлягає уточненню) | Загинув у боях із російськими окупантами в ході відбиття російського вторгнення в Україну (місце — не уточнено). Нагороджений орденом «За мужність» III ступеня (посмертно). |
|                                                 |                  | Таловиря Руслан Володимирович                   | 9 лютого 1985. Солдат, військовослужбовець ЗС України (підрозділ — не уточнено). | (дата підлягає уточненню) | Загинув у боях із російськими окупантами в ході відбиття російського вторгнення в Україну (місце — не уточнено). Нагороджений орденом «За мужність» III ступеня (посмертно). |
|                                                 |                  | Мельничук Олександр Володимирович               | Капітан, військовослужбовець ЗС України (підрозділ — не уточнено). | (дата підлягає уточненню) | Загинув у боях із російськими окупантами в ході відбиття російського вторгнення в Україну (місце — не уточнено). Нагороджений орденом «Богдана Хмельницького» III ступеня (посмертно). |
|                                                 |                  | Давиденко Володимир Ігорович                    | Старший матрос, військовослужбовець ВМС ЗС України (підрозділ — не уточнено). | (дата підлягає уточненню) | Загинув у боях із російськими окупантами в ході відбиття російського вторгнення в Україну (місце — не уточнено). Нагороджений орденом «За мужність» II ступеня (посмертно). |
|                                                 |                  | Кутурга Вадим Анатолійович                      | Матрос, військовослужбовець ВМС ЗС України (підрозділ — не уточнено). | 6 травня 2022             | Загинув у боях із російськими окупантами в ході відбиття російського вторгнення в Україну (місце — не уточнено). Нагороджений орденом «За мужність» II ступеня (посмертно). |
|                                                 |                  | Мар'яненко Сергій Віталійович                   | Матрос, військовослужбовець ВМС ЗС України (підрозділ — не уточнено). | (дата підлягає уточненню) | Загинув у боях із російськими окупантами в ході відбиття російського вторгнення в Україну (місце — не уточнено). Нагороджений орденом «За мужність» II ступеня (посмертно). |
|                                                 |                  | Оржиєвський Микола Володимирович                | Старший матрос, 36 ОБрМП. | (дата підлягає уточненню) | Загинув у боях із російськими окупантами в ході відбиття російського вторгнення в Україну (місце — не уточнено). Нагороджений орденом «За мужність» II ступеня (посмертно). |
|                                                 |                  | Свиридов Олег Олегович                          | Старший матрос, військовослужбовець ВМС ЗС України (підрозділ — не уточнено). | (дата підлягає уточненню) | Загинув у боях із російськими окупантами в ході відбиття російського вторгнення в Україну (місце — не уточнено). Нагороджений орденом «За мужність» II ступеня (посмертно). |
|                                                 |                  | Васильєв Василь Васильович                      | Солдат, військовослужбовець ЗС України (підрозділ — не уточнено). | (дата підлягає уточненню) | Загинув у боях із російськими окупантами в ході відбиття російського вторгнення в Україну (місце — не уточнено). Нагороджений орденом «За мужність» III ступеня (посмертно). |
|                                                 |                  | Гетьман Сергій Володимирович                    | Молодший сержант, військовослужбовець ЗС України (підрозділ — не уточнено). | (дата підлягає уточненню) | Загинув у боях із російськими окупантами в ході відбиття російського вторгнення в Україну (місце — не уточнено). Нагороджений орденом «За мужність» III ступеня (посмертно). |
|                                                 |                  | Давиденко Ігор Анатолійович                     | Головний сержант, військовослужбовець ЗС України (підрозділ — не уточнено). | (дата підлягає уточненню) | Загинув у боях із російськими окупантами в ході відбиття російського вторгнення в Україну (місце — не уточнено). Нагороджений орденом «За мужність» III ступеня (посмертно). |
|                                                 |                  | Дєдик Сергій Вікторович                         | Старший сержант, військовослужбовець ЗС України (підрозділ — не уточнено). | (дата підлягає уточненню) | Загинув у боях із російськими окупантами в ході відбиття російського вторгнення в Україну (місце — не уточнено). Нагороджений орденом «За мужність» III ступеня (посмертно). |
|                                                 |                  | Дємаков Павло Ігорович                          | Сержант, військовослужбовець ЗС України (підрозділ — не уточнено). | (дата підлягає уточненню) | Загинув у боях із російськими окупантами в ході відбиття російського вторгнення в Україну (місце — не уточнено). Нагороджений орденом «За мужність» III ступеня (посмертно). |
|                                                 |                  | Дрога Владислава Юрійовича                      | Солдат, військовослужбовець ЗС України (підрозділ — не уточнено). | 29 травня 2022            | Загинув у боях із російськими окупантами в ході відбиття російського вторгнення в Україну (місце — не уточнено). Нагороджений орденом «За мужність» III ступеня (посмертно). |
|                                                 |                  | Дуканич Андрій Миколайович                      | 22.08.1989. Матрос, військовослужбовець підрозділу ВМС ЗС України (підрозділ — не уточнено). | 11 травня 2022            | Загинув в Донецькій області. Нагороджений орденом «За мужність» III ступеня (посмертно). |
|                                                 |                  | Евріков Валентин Андрійович                     | Солдат, військовослужбовець ЗС України (підрозділ — не уточнено). | 12 червня 2022            | Загинув у боях із російськими окупантами в ході відбиття російського вторгнення в Україну (місце — не уточнено). Нагороджений орденом «За мужність» III ступеня (посмертно). |
|                                                 |                  | Кравченко Вадим Сергійович                      | 23.12.1995, с. Прибужжя Миколаївської області. Навчався на автомеханіка в Южноукраїнському професійному ліцеї. Був мобілізований 11 березня 2022. Солдат, 36 ОБрМП. Брав участь в обороні Миколаєва. | 7 червня 2022             | Загинув біля с. Мурахівка Березнегуватського району. Нагороджений орденом «За мужність» III ступеня (посмертно). |
|                                                 |                  | Кришталь Андрій Миколайович                     | Старший сержант, військовослужбовець ЗС України (підрозділ — не уточнено). | (дата підлягає уточненню) | Загинув у боях із російськими окупантами в ході відбиття російського вторгнення в Україну (місце — не уточнено). Нагороджений орденом «За мужність» III ступеня (посмертно). |
|                                                 |                  | Куров Олександр Миколайович                     | Солдат, військовослужбовець ЗС України (підрозділ — не уточнено). | (дата підлягає уточненню) | Загинув у боях із російськими окупантами в ході відбиття російського вторгнення в Україну (місце — не уточнено). Нагороджений орденом «За мужність» III ступеня (посмертно). |
|                                                 |                  | Малигон Олександр Олександрович                 | Старший солдат, військовослужбовець ЗС України (підрозділ — не уточнено). | (дата підлягає уточненню) | Загинув у боях із російськими окупантами в ході відбиття російського вторгнення в Україну (місце — не уточнено). Нагороджений орденом «За мужність» III ступеня (посмертно). |
|                                                 |                  | Мізенко Андрій Олександрович                    | Солдат, військовослужбовець ЗС України (підрозділ — не уточнено). | (дата підлягає уточненню) | Загинув у боях із російськими окупантами в ході відбиття російського вторгнення в Україну (місце — не уточнено). Нагороджений орденом «За мужність» III ступеня (посмертно). |
|                                                 |                  | Міхєєв Сергій Інокентійович                     | Солдат, військовослужбовець ЗС України (підрозділ — не уточнено). | (дата підлягає уточненню) | Загинув у боях із російськими окупантами в ході відбиття російського вторгнення в Україну (місце — не уточнено). Нагороджений орденом «За мужність» III ступеня (посмертно). |
|                                                 |                  | Ніколаєв Олексій Ігорович                       | Солдат, військовослужбовець ЗС України (підрозділ — не уточнено). | (дата підлягає уточненню) | Загинув у боях із російськими окупантами в ході відбиття російського вторгнення в Україну (місце — не уточнено). Нагороджений орденом «За мужність» III ступеня (посмертно). |
|                                                 |                  | Олексій Валерій Сергійович                      | Матрос, військовослужбовець підрозділу ВМС ЗС України (підрозділ — не уточнено). | (дата підлягає уточненню) | Загинув у боях із російськими окупантами в ході відбиття російського вторгнення в Україну (місце — не уточнено). Нагороджений орденом «За мужність» III ступеня (посмертно). |
|                                                 |                  | Островський Дмитро Миколайович                  | 3 травня 2002, с. Серники. Солдат, 101 ОБрО ГШ. | 26 лютого 2022            | Загинув у боях із російськими окупантами в ході відбиття російського вторгнення в Україну (місце — не уточнено). Нагороджений орденом «За мужність» III ступеня (посмертно). |
|                                                 |                  | Паламарчук Юрій Тарасович                       | Лейтенант, військовослужбовець ЗС України (підрозділ — не уточнено). | (дата підлягає уточненню) | Загинув у боях із російськими окупантами в ході відбиття російського вторгнення в Україну (місце — не уточнено). Нагороджений орденом «За мужність» III ступеня (посмертно). |
|                                                 |                  | Пилипець Іван Андрійович                        | Старший матрос, військовослужбовець підрозділу ВМС ЗС України (підрозділ — не уточнено). | (дата підлягає уточненню) | Загинув у боях із російськими окупантами в ході відбиття російського вторгнення в Україну (місце — не уточнено). Нагороджений орденом «За мужність» III ступеня (посмертно). |
|                                                 |                  | Пономаренко Павло Вікторович                    | Солдат, військовослужбовець ЗС України (підрозділ — не уточнено). | (дата підлягає уточненню) | Загинув у боях із російськими окупантами в ході відбиття російського вторгнення в Україну (місце — не уточнено). Нагороджений орденом «За мужність» III ступеня (посмертно). |
|                                                 |                  | Рожков Павло Анатолійович                       | Солдат, військовослужбовець ЗС України (підрозділ — не уточнено). | (дата підлягає уточненню) | Загинув у боях із російськими окупантами в ході відбиття російського вторгнення в Україну (місце — не уточнено). Нагороджений орденом «За мужність» III ступеня (посмертно). |
|                                                 |                  | Ромашко Владислав Олександрович                 | Старший матрос, військовослужбовець підрозділу ВМС ЗС України (підрозділ — не уточнено). | (дата підлягає уточненню) | Загинув у боях із російськими окупантами в ході відбиття російського вторгнення в Україну (місце — не уточнено). Нагороджений орденом «За мужність» III ступеня (посмертно). |
|                                                 |                  | Рошканюк Василь Васильович                      | 1974 с. Лобойківка. Солдат, військовослужбовець ЗС України (підрозділ — не уточнено). | 2 липня 2022              | Загинув у боях із російськими окупантами на Харківському напрямку. Нагороджений орденом «За мужність» III ступеня (посмертно). |
|                                                 |                  | Склярук Олександр Ігорович                      | Солдат, військовослужбовець ЗС України (підрозділ — не уточнено). | (дата підлягає уточненню) | Загинув у боях із російськими окупантами в ході відбиття російського вторгнення в Україну (місце — не уточнено). Нагороджений орденом «За мужність» III ступеня (посмертно). |
|                                                 |                  | Хмара Максим Андрійович                         | Старший матрос, військовослужбовець підрозділу ВМС ЗС України (підрозділ — не уточнено). | (дата підлягає уточненню) | Загинув у боях із російськими окупантами в ході відбиття російського вторгнення в Україну (місце — не уточнено). Нагороджений орденом «За мужність» III ступеня (посмертно). |
|                                                 |                  | Чуба Юрій Вікторович                            | Солдат, військовослужбовець ЗС України (підрозділ — не уточнено). | (дата підлягає уточненню) | Загинув у боях із російськими окупантами в ході відбиття російського вторгнення в Україну (місце — не уточнено). Нагороджений орденом «За мужність» III ступеня (посмертно). |
|                                                 |                  | Чумак Костянтин Сергійович                      | Солдат, військовослужбовець ЗС України (підрозділ — не уточнено). | (дата підлягає уточненню) | Загинув у боях із російськими окупантами в ході відбиття російського вторгнення в Україну (місце — не уточнено). Нагороджений орденом «За мужність» III ступеня (посмертно). |
|                                                 |                  | Чумаченко Роман Сергійович                      | Солдат, військовослужбовець ЗС України (підрозділ — не уточнено). | (дата підлягає уточненню) | Загинув у боях із російськими окупантами в ході відбиття російського вторгнення в Україну (місце — не уточнено). Нагороджений орденом «За мужність» III ступеня (посмертно). |
|                                                 |                  | Шевченко Олексій Миколайович                    | Старший матрос, військовослужбовець підрозділу ВМС ЗС України (підрозділ — не уточнено). | (дата підлягає уточненню) | Загинув у боях із російськими окупантами в ході відбиття російського вторгнення в Україну (місце — не уточнено). Нагороджений орденом «За мужність» III ступеня (посмертно). |

### Примітка
1. 16 квітня 2022 року, Президент України Володимир Зеленський під час інтерв'ю телерадіокомпанії CNN повідомив, що у війні з російськими окупантами загинуло від 2500 до 3000 українських військових[181].
2. 11 травня 2022 року, в ході спеціального брифінгу офіційних представників Сил оборони України, начальник оперативного управління штабу управління Нацгвардії України Олексій Надточий, вперше з початку війни, назвав втрати, які відомство зазнало в ході російського вторгнення в Україну. За його словами, втрати Національної гвардії України під час виконання бойових завдань склали: безповоротні втрати — 501 військовослужбовець, санітарні втрати (зазнали поранень) — 1697 військовослужбовців[182].
3. 14 липня 2022 року, в ході спеціального брифінгу, директор Департаменту організації заходів цивільного захисту ДСНС Віктор Вітовецький, вперше з початку війни, назвав втрати, які відомство зазнало в ході російського вторгнення в Україну. За його словами, втрати ДСНС під час виконання службових обов'язків склали: загиблі — 41 рятувальник, травмовані (зазнали поранень) — 131 рятувальник, полонені — 6 рятувальників[183].
4. «Таблиця/Список загиблих» буде наповнюватися та корегуватися по мірі можливості за надходженням відповідної інформації, яка постійно змінюється в результаті інтенсивності бойових дій (посилання — тільки на офіційні та перевірені джерела)
5. Див. розділ «Обговорення».
6. Відомості з Указів Президента України «Про присвоєння звання Герой України», «Про відзначення державними нагородами України» доповнювати в кінці основної Таблиці, з подальшим уточненням соц.-демографічними даними загиблих Героїв і рознесенням записів за відповідними датами!